# Personaggi di Una vita
Sono qui riportati, in modo più dettagliato, i personaggi principali della soap opera Una vita.

## Famiglia De La Serna

### Don Germán De La Serna
(puntate 1-220 †)
Interpretato da Roger Berruezo. Germán è il protagonista della prima stagione della soap, insieme a Manuela. È un uomo buono che è sempre disposto ad aiutare il prossimo. È il medico del quartiere in cui vive ed è sposato con Donna Cayetana Sotelo-Ruz. La donna era promessa a suo fratello Ponce, ma lui morì poco tempo prima del matrimonio, e così per non lasciare Cayetana da sola e incinta, decise di sposarla e adottare come suo il bambino. Quando conosce la cameriera Manuela, se ne innamora e con lei scappa dalla città. Però sua moglie lo scopre e per farlo tornare da lei avvelena sua figlia Carlota e la uccide involontariamente. Germán resterà sempre accanto a Manuela, anche quando suo marito Justo, che tutti credevano morto, ritornerà in città per vendicarsi e la costringerà a vivere di nuovo con lui. Alla fine i due innamorati, dopo aver perso la piccola Inocencia per mano di Justo, decidono di inscenare la loro morte per rifarsi una vita altrove, ma Cayetana li scopre e ordina a Úrsula, la sua collaboratrice, di ucciderli. Quest'ultima riesce ad avvelenare solo Manuela, ma Germán non potendo vivere senza di lei, decide di togliersi la vita. Nella seconda stagione poi Cayetana sarà accusata dell'occultamento dei loro cadaveri.

### Don Ponce De La Serna
Ponce è il fratello di Germán e il padre biologico di Carlota, nonché promesso sposo di Cayetana. Non è mai apparso nella soap, ma il suo (seppur solo menzionato) è stato un personaggio fondamentale per comprendere le dinamiche della trama della seconda stagione. Fu Cayetana ad ucciderlo, avvelenandolo poco a poco, solo per farsi sposare da Germán.

### Donna Cayetana Sotelo-Ruz De La Serna / Donna Anita Alday De La Serna
(puntate 1-576, 1131-1135)
Interpretata da Sara Miquel. Donna Cayetana è l'antagonista principale della prima e seconda stagione della soap. È la signora più importante di Calle Acacias, il quartiere dove vive inizialmente con suo marito Germán e con sua figlia Carlota. È una donna crudele e spietata che non esita a servirsi delle persone pur di arrivare ai suoi fini. Nonostante la sua freddezza, non è completamente priva di emotività, la sua cattiveria in realtà è sintomatica della sua paura di non essere amata. Ha avuto una vita molto difficile, segnata da morti, maltrattamenti e disprezzo. Lei è figlia in realtà della domestica Fabiana e il suo vero nome è Anita, perché lei (sua madre) da giovane lavorava nella residenza Sotelo-Ruz, e rimase incinta di Don Jaime Alday, un gioielliere in stretto contatto con quella famiglia. Anita ha sempre convissuto con la vera Cayetana Sotelo-Ruz, e quando nella villa scoppiò un incendio che uccise tutta la famiglia, Fabiana credendo che la vera Cayetana fosse morta, decise di fa passare sua figlia come la Sotelo-Ruz. In seguito fu cresciuta dai suoi zii e dalla loro istitutrice Úrsula che l'ha sempre trattata male e disprezzata, insegnandole che se nella vita si vuole realmente qualcosa, bisogna conquistarlo con le unghie e con i denti. I suoi zii poi concorderanno il suo matrimonio con Ponce De La Serna, ma lei, rimasta incinta lo ucciderà prima del matrimonio, per farsi sposare da suo fratello Germán. Quando il marito la abbandona per fuggire con la cameriera Manuela, lei avvelena e uccide involontariamente sua figlia Carlota, nella speranza che lui torni da lei, ma sarà tutto vano. Accecata dall'odio, lei li farà uccidere da Úrsula, per poi pentirsi quando ormai sarà già troppo tardi. Nella seconda stagione conosce Teresa Sierra, che in realtà è la vera Cayetana Sotelo-Ruz e con lei si instaura un rapporto di profonda amicizia, fin quando anche Teresa non si rende conto di quanto sia maligna e si allontana da lei. Cayetana per vendicarsi uccide Tirso, il figlio adottivo di Teresa, e la moglie di Mauro che però lui non amava. Úrsula dopo aver scoperto l'oscuro passato della sua signora, sposa su ricatto Don Jaime Alday e la accusa formalmente di tutti gli omicidi commessi. Quando però la guardia civile sta per arrestarla, in casa sua esplode una bomba che uccide Cayetana, anche se il suo corpo non verrà mai ritrovato. Si scopre che è viva nell'ultima stagione, infatti è complice di Gabriela, la figlia di Genoveva.

### Carlota De La Serna
(puntate 1-64 †)
Interpretata da Andrea López. Carlota è la figlia di Donna Cayetana /Anita e di Don Ponce De La Serna, anche se lui morirà e sarà suo fratello Germán ad adottarla come figlia sua. È una ragazzina vivace e allegra, a cui la madre vuole bene, però la maltratta per cercare di forgiarla come lei, senza riuscirci. Morirà avvelenata da sua madre nel tentativo di far ritornare da lei il marito.

## Famiglia Blasco - Núñez

### Donna Manuela Manzano / Donna Carmen Blasco
(puntate 1-220 †)
Interpretata da Sheyla Fariña. Manuela è la protagonista della prima stagione della soap, insieme a Germán. È una donna forte però allo stesso tempo molto sensibile. Nasce povera ma la sua bellezza colpisce il signore del paese in cui vive, Don Justo Núñez che la sposa. All'inizio sembra andare tutto bene, ma suo marito si rivela per quello che è. Picchia e abusa continuamente di lei, tanto che rimane incinta, e una sera quando tenta di farlo per l'ennesima volta, lei si ribella e lo uccide. Così lei è sua madre Teresa fuggono dal paese in cui vivono per evitare di essere catturate. Lei dà alla luce sua figlia Inocencia nel bosco e la lascia in un convento nella speranza che possa avere una vita migliore. Arrivata in città assume l'identità di Manuela Manzano e inizia a lavorare come domestica. Si innamora del dottor Germán De La Serna e con lui vive una storia d'amore. Più tardi ritroverà sua figlia, ma ritornerà anche Justo, che tutti credevano morto. Egli la costringerà a vivere di nuovo al suo fianco maltrattando lei e la bambina. Alla fine però Justo, all'ultimo stadio della sua malattia mentale, si suiciderà gettandosi da un campanile con la piccola tra le braccia. Dopo la morte della bambina, lei e Germán decideranno di abbandonare Acacias per rifarsi una vita altrove, ma Cayetana li scopre e la fa uccidere da Úrsula, avvelenandola. Dopo la sua morte anche Germán si toglie la vita e, nella seconda stagione, Cayetana sarà accusata dell'occultamento dei loro cadaveri.

### Donna Guadalupe Serra, vedova Blasco / Donna Teresa Serra, vedova Blasco
(puntate 1-400 †)
Interpretata da Aratxa Araguen. Teresa è la madre di Pablo e Manuela / Carmen. Scappa con quest'ultima dopo che lei ha "ucciso" il marito, e si stabiliscono a Madrid dove assume la falsa identità di Guadalupe. È una donna buona, onesta e lavoratrice anche se in alcuni momenti ha mostrato un carattere abbastanza egoista ed intransigente. Ad Acacias, inizialmente lavora come domestica per gli Álvarez-Hermoso, per poi prendere in gestione il chiosco di fiori del quartiere, dopo la morte di Ascensión. In seguito alla scomparsa di sua figlia, non ricevendo sue notizie, crede insieme a Pablo che sia sana e salva a Cuba insieme a Germán, per poi scoprire l'amara verità, a causa di Úrsula. Nei suoi ultimi giorni di vita, litigherà con suo figlio e con Fabiana, ma non farà in tempo a riappacificarsi con loro, perché verrà uccisa da Úrsula, la quale, prima le confesserà la fine che ha fatto sua figlia e dopo averla uccisa, sistemerà il tutto affinché sembri che sia stato Pablo ad ucciderla.

### Don Pablo Blasco
(puntate 1-411, 475-586 †)
Interpretato da Carlos Serrano-Clark. Pablo è il fratello maggiore di Carmen / Manuela e il figlio di Teresa / Guadalupe. È un ragazzo gentile e onesto anche se un po' troppo impulsivo, con la passione per i cavalli. Aiuterà madre e sorella a trovare lavoro in Acacias. Conoscerà Leonor, la figlia degli Hidalgo, di cui si innamorerà follemente. I due però saranno divisi a causa dell'opposizione di Rosina, madre di Leonor, che combinerà un matrimonio tra sua figlia e Claudio, membro di una famiglia benestante. Così tra i due inizia una storia d'amore clandestina che gli porterà non pochi problemi. In seguito Claudio verrà cacciato dal quartiere perché omosessuale e Pablo e Leonor potranno finalmente stare insieme. Nella seconda stagione, fuggirà dalla Spagna con Leonor perché sarà accusato di aver ucciso sua madre. Dopo qualche tempo i due faranno ritorno in Acacias ma tra di loro qualcosa è cambiato: Leonor è ricattata da Don Mario Melero, un proprietario terriero che l'ha tenuta con sé durante tutto questo tempo e Pablo non può fare niente per salvare sua moglie. Alla fine la guardia civile ucciderà il ricattatore e tra Pablo e Leonor ritornerà il sereno, anche se solo per poco: infatti quando i due stavano progettando di avere un bambino, Pablo muore durante un terremoto che sconvolge il quartiere.

### Inocencia Núñez / Adriana Álvarez-Hermoso
(puntate 1-205 †)
Interpretata da María Cordero. Inocencia è la figlia di Carmen / Manuela e Justo, frutto dei continui abusi che lui le praticava. Appena nata viene abbandonata in un convento per garantirle una vita migliore, ed è da qui che i coniugi Álvarez-Hermoso la adotteranno come figlia loro con il nome di Adriana. Sarà in questo modo che Manuela riuscirà a ritrovare sua figlia e a riprenderla con sé. Morirà insieme a suo padre che si getterà da un campanile con lei tra le braccia. Dopo la sua morte Manuela e Germán vorranno rifarsi una vita altrove, ma non ci riusciranno.

### Don Justo Núñez
(puntate 1, 61-206 †)
Interpretato da Iago García. Justo è l'antagonista secondario della prima stagione della soap, insieme a Úrsula. È il marito di Carmen / Manuela e il padre di Inocencia. È un signore ricco e facoltoso ma violento e ubriacone. Picchia e abusa continuamente di sua moglie, tanto da farla rimanere incinta, e una sera quando cerca di farlo per l'ennesima volta, lei si ribella e lo "uccide". In realtà lui non è morto, e dopo qualche tempo ritorna nella vita di Manuela per vendicarsi, facendo credere a tutti di avere un'amnesia, in realtà sta solo fingendo e il suo scopo è riappropriarsi di Manuela e la bambina. Intrattiene una relazione con Donna Cayetana, e Germán, che crede che abbia realmente perso la memoria, gli diagnostica una malattia mentale molto grave, che con il suo progredire lo porterà alla morte. Alla fine però si suiciderà con sua figlia tra le braccia, gettandosi da un campanile.

## Famiglia Palacios

### Don Ramón Palacios
(puntata 1-761, 781-1482)
Interpretato da Juanma Navas. Don Ramón è uno dei signori del quartiere e capostipite della famiglia Palacios. Ha tre figli: Antonio e Maria Luisa dalla sua prima moglie Lourdes, e Milagros dalla sua seconda moglie Trini. È un imprenditore buono e onesto, e nella seconda stagione diventa importatore di macchine da caffè. Inizialmente, cercando di garantire alla sua famiglia un futuro tranquillo, si caccia nei guai con degli affari illeciti per colpa di Don Clemente. Addirittura perderà la sua stessa casa, ma tutto si risolverà e Ramón recupererà tutte le sue ricchezze. Nella sua vita ritornerà la sua prima moglie Lourdes, che dice di essere tornata per amore, ma la verità sarà un'altra: lei è ritornata solo per rubare del denaro che le serve per far uscire di prigione il suo nuovo compagno Fidencio Cabreras. Il suo ritorno sarà breve, perché morirà in un incidente, e lui potrà risposarsi con Trini. Nella sua vecchiaia, sua moglie gli darà un'altra figlia: Milagros, ma poco tempo dopo il parto Trini morirà a causa di una crisi respiratoria. Ramón così cade un profondo stato di depressione, da cui esce dopo essersi reso conto di aver messo in pericolo la vita di uno dei suoi più cari amici, Felipe. Alla fine scopre che Trini non è morta per una crisi respiratoria, ma uccisa dalla moglie di Felipe. Quando Celia glielo confessa, tenta di uccidere anche lui, e Ramón, cercando di difendersi, la getta giù da un balcone, uccidendola. Così viene arrestato, uscendo dal carcere solo dieci anni dopo grazie a un indulto. Felipe, intanto, da essere suo grande amico è passato ad odiarlo, ma quando Ramón gli racconta tutta la verità su chi era davvero sua moglie, i due si riappacificano. Intanto la domestica Carmen gli starà molto vicina in questo brutto periodo, e poco a poco, tra i due nascerà l'amore e si sposeranno. Poco tempo dopo decide di entrare nel partito radicale politico di Acacias, per dedicarsi alla politica, ma in seguito all'ingresso e successivamente nomina a deputato di Antoñito, sceglie di allontanarsi da quell'ambiente, lasciando spazio al proprio figlio. Cinque anni dopo l'attentato anarchico ad Acacias del 1915, nel quale perde sua moglie Carmen e suo figlio Antoñito, risulta essere diventato un uomo duro e schivo, arrabbiato con le istituzioni, che non hanno protetto i suoi concittadini.

### Donna Carmen Sanrujo de Palacios
(puntata 554-1404 †)
Interpretata da María Blanco. 
Donna Carmen è una delle signore del quartiere e terza moglie di Ramón. È una donna dolce e gentile. Nata in una famiglia benestante, è finita in disgrazia a causa del marito Adonis, da cui ha avuto suo figlio Raúl, che ha sperperato il loro patrimonio col gioco d'azzardo. Carmen pur di salvare sé stessa e Raúl dai creditori di Adonis, rivela loro dove lui si nasconde, gesto che Raúl non le perdona tanto da abbandonarla per fuggire con suo padre. Arriva ad Acacias in una notte di tempesta, quando Fabiana la trova a mendicare nel quartiere e decide di ospitarla in soffitta per qualche tempo. Inizia a lavorare come domestica per Donna Cayetana e dopo la sua morte, per Donna Úrsula. Lei vorrebbe lasciare questo lavoro ma la sua signora la ricatta. Così Carmen è costretta a compiere le peggiori nefandezze per conto della sua signora. Più tardi suo figlio e suo marito si ripresenteranno nella sua vita e la costringeranno a essere loro complice in alcuni crimini. Adonis verrà scoperto e morirà nel tentativo di scappare dalla guardia civile che voleva arrestarlo e Raúl troverà lavoro lontano dalla città. Si innamora dell'investigatore Riera, ma anche morirà per colpa di Samuel. Dieci anni più tardi, quando Ramón uscirà dal carcere, si innamorerà di lui e alla fine i due coroneranno il loro sogno d'amore sposandosi. Dopo il matrimonio con Ramón, entrambi iniziano la convivenza nella stessa casa di Lolita e Antoñito. Se dapprima le due donne sembrano non vedersi di buon occhio, dopo poco tempo diventeranno più inseparabili che mai. Spesso Carmen si ritrova ad aiutare Lolita nella gestione della bottega, e nell'accudire il piccolo Moncho. Per un breve periodo fa visita a suo figlio Raoul, fuori Acacias, e dopo la chiusura del Nuovo Secolo XX, da parte degli Olmedo, decide di prendere in gestione il ristorante insieme a Donna Rosina. Muore come vittima nell'attentato anarchico ad Acacias del 1915.

### Donna Trinidad Crespo Molero de Palacios
(puntate 1-761, 781-940, 990 †)
Interpretata da Anita Del Rey. 
Donna Trini è una delle signora del quartiere, seconda moglie di Ramón e madre di Milagros. Viene da Cabrahigo, un paese dove tutti sono persone umili, e infatti quando lei è diventata una signora ha faticato non poco per abituarsi ai modi raffinati da adottare. È buona e divertente, ma quando c'è bisogno sa essere anche molto seria. Quando ritorna Lourdes, lei è costretta ad abbandonare la casa dove viveva con Ramón. Lei è la prima a non credere che Lourdes sia ritornata per amore, e insieme a Victor inizia ad investigare, scoprendo l'esistenza del suo nuovo compagno Fidencio Cabreras. Il suo inganno viene scoperto e quando Lourdes cerca di scappare con dei soldi, muore cadendo dalle scale. Così Trini può finalmente risposarsi con Ramón. In età avanzata avrà una figlia: Milagros. Poco tempo dopo il parto però, Celia, la sua amica più cara, la ucciderà perché gelosa del fatto che Trini avesse avuto una bambina e lei no. Dopo la sua morte, Ramón verrà arrestato perché accusato dell'omicidio di Celia, la quale in realtà aveva cercato di uccidere anche lui per avere la bambina solo per lei.

### Donna Lourdes Rufaza de Palacios
(puntate 195-252 †)
Interpretata da Cuca Escribano. Donna Lourdes è una delle signore del quartiere, prima moglie di Don Ramón e madre di Antonio e Maria Luisa. È una donna in principio buona ma dopo aver passato tanti anni lontano da casa è diventata spietata ed egoista. Per tanti anni tutti l'hanno creduta morta, e ritorna nel quartiere per rubare del denaro che le serve per far uscire di prigione il suo nuovo compagno Fidencio Cabreras. Non ci riuscirà, perché una volta rubato, nel tentativo di portarlo via di fretta, morirà cadendo dalle scale.

### Don Antonio Palacios
(puntata 517-761, 781-1404 †)
Interpretato da Álvaro Quintana.  Don Antonio è uno dei signori del quartiere, figlio primogenito di Ramón e Lourdes, fratello maggiore di Maria Luisa e Milagros, marito di Lolita e proprietario insieme a sua moglie della latteria del quartiere. È un ragazzo tanto intelligente quanto svogliato, e più di una volta ha messo la sua famiglia nei guai per colpa dei suoi affari poco leciti, ma in fondo sa come comportarsi. Nel quartiere conosce la domestica Lolita, se ne innamora e dopo tante peripezie i due si sposano. Dopo la morte della sua matrigna Trini e con suo padre in carcere, apre una latteria nel quartiere insieme a sua moglie, il Sueño de Cabrahigo, e vende l'appartamento in cui viveva, a una nuova famiglia del quartiere: i Domínguez. Lui e Lolita avranno poi un bambino che chiameranno come suo padre, Ramón. Tempo dopo decide di entrare nel partito politico tradizionalista, per poi diventare dopo poco deputato. A seguito del piano organizzato dai fratelli Quesada, cade in tentazione con Natalia, finendo per tradire Lolita. Dopo il perdono di Lolita, viene nominato Ministro, ma poco tempo dopo muore nell'attentato anarchico ad Acacias, del 1915.

### Milagros Palacios
(puntate 1016-1023, 1073-1080)
Interpretata da Daniela Rubio. Milagros è la sorellastra minore di Antonio e Maria Luisa e figlia terzogenita di Ramón, avuta con Trini. È una ragazza molto solare e allegra. Alla morte di sua madre, uccisa dalla sua cara amica Celia perché si era ossessionata a lei, suo padre decide di farla vivere a Parigi con la sorella Maria Luisa e Victor.

### Donna María Dolores "Lolita" Casado, vedova Palacios
(puntata 135-821, 837-1482)
Interpretata da Rebeca Alemañy. Donna Lolita è una delle signore del quartiere, moglie di Antonio e proprietaria insieme a suo marito della latteria del quartiere. Anche lei, come Donna Trini, viene da Cabrahigo dove ha sempre vissuto, fino a trasferirsi in città quando Don Felipe ebbe un in incidente e lei dovette assisterlo, e da allora non se ne è più andata. È una donna molto divertente che però quando serve, sa essere anche seria. Si innamora di Antonio e con lui si sposa dopo parecchie disavventure. Dopo la morte di sua suocera Trini e l'arresto di suo suocero Ramón, insieme a suo marito apre una latteria, il Sueño de Cabrahigo, nel quartiere per fronteggiare ai numerosi debiti accumulati. Lei ed Antoñito avranno poi un bambino che chiameranno come il padre di lui, Ramón. Tempo dopo Lolita inizia a stare male, fino a peggiorare con la scoperta del tradimento di suo marito Antoñito. Le viene diagnosticata una malattia che colpisce il sistema immunitario che le dà poche speranze di vita, ma con l'aiuto della sua famiglia che si mette in contatto con il medico Santiago Ramón y Cajal, grazie allo sviluppo di una cura sperimentale, riesce a guarire. Perdonato Antoñito, riprende la propria vita in mano. Nell'attentato anarchico ad Acacias, del 1915, perde suo marito e cinque anni dopo si ritrova in una convivenza difficile con suo suocero Don Ramón.
Dopo aver fatto la conoscenza di Fidél, si innamorerà di lui.

## Famiglia Hidalgo

### Don Maximiliano Hidalgo
(puntate 1-270, 350-358 †)
Interpretato da Mariano Llorente. Don Maximiliano è uno dei signori del quartiere, capostipite della famiglia Hidalgo, padre di Leonor e primo marito di Rosina. È un uomo buono e molto paziente, soprattutto con sua moglie che ne combina una nuova ogni giorno. Nella seconda stagione, morirà in un attentato anarchico organizzato nel quartiere durante il matrimonio di Trini e Ramón. Sarà grazie a lui che, in punto di morte, Leandro scoprirà che Victor è suo figlio, perché molti anni prima, Don Guillermo, anche lui in punto di morte gli aveva confessato che in realtà Juliana era già incinta di Victor quando si sposò con lui. 

## Famiglia Álvarez-Hermoso

### Don Felipe Álvarez-Hermoso
(puntata 1-581, 632-1482)
Interpretato da Marc Parejo. Don Felipe è il protagonista della quinta stagione della soap, insieme a Marcia e protagonista della sesta con Natalia. È uno dei signori del quartiere, capostipite della famiglia Álvarez- Hermoso, marito di Celia, padre adottivo di Tano e Inocencia / Adriana e avvocato del quartiere. È un uomo buono e onesto, ma in più di un'occasione non ha esitato a ricattare per ottenere quello che voleva. Lui e sua moglie hanno provato per anni ad avere figli, ma non ci sono mai riusciti, fino a quando Celia non è rimasta incinta, ma lo ha perso a causa di Felipe. Entrambi ritroveranno la felicità adottando prima Inocencia e poi Tano, ma quando la prima ritornerà con la vera madre e il secondo partirà per andare a studiare in Inghilterra Felipe avrà altre storie al di fuori del matrimonio. Ma questa volta Celia non lo sopporterà e chiederà l'annullamento del matrimonio, ottenendolo. I due ritorneranno presto insieme e tutto sembrerà andare bene, fin quando Celia non rimarrà di nuovo incinta e perderà di nuovo il bambino per colpa di Trini. Così Celia svilupperà un'ossessione per la piccola Milagros, tanto che arriverà ad uccidere Trini e, volendo uccidere anche Ramón, morirà cadendo da un balcone. Felipe resterà sconvolto dalla morte di sua moglie e odierà Ramón perché accusato di averla uccisa, ma dopo dieci anni, quando quest'ultimo esce dal carcere, racconta a Felipe tutta la verità su chi era davvero sua moglie, e alla fine i due si riappacificano. Intrattiene per un breve periodo una relazione con Genoveva ma alla fine le rivela che l'ha solo usata per aiutare tutti i vicini a riprendersi i soldi sottratti da suo marito Alfredo e che lui è in realtà innamorato della domestica Marcia. Però Marcia muore e Felipe è costretto a sposare Genoveva. Lei per incastrarlo lo accuserà di averla violentata con la complicità della domestica Laura e l'avvocato Velasco, ma alla fine si scoprirà che era tutta una menzogna. Così Felipe per scoprire la verità finge un'amnesia e alleandosi con Laura, Israel / Santiago e il commissario Méndez sequestrano Genoveva, che alla fine racconta la verità, confessando che fu lei ad uccidere Marcia. Tempo dopo, una volta venuto a conoscenza della scarcerazione di Genoveva ha uno scontro con la stessa nella piazza del quartiere. In seguito all'arrivo in paese dei fratelli Quesada, si avvicina sempre più a Natalia, la quale dapprima cerca solo di sedurlo (secondo un piano diabolico orchestrato da Donna Genoveva), e successivamente finisce per innamorarsene. Attraverso un ulteriore trappola di Genoveva, finisce in carcere per l'omicidio di Don Marcos, in quanto primo a rinvenire il corpo, ma con la confessione di Natalia viene scarcerato definitivamente. Cinque anni dopo l'attentato anarchico ad Acacias, del 1915, risulta essere diventato un uomo tormentato, disorientato, e scontroso con chiunque.

### Donna Celia Verdejo de Álvarez-Hermoso
(puntate 1-443, 461-790, 811-960, 983, 990, 992 †)
Interpretata da Inés Aldea. Donna Celia è una delle signore del quartiere, cugina di Lucia, moglie di Felipe e madre adottiva di Tano e Inocencia / Adriana. È una donna fragile e sensibile, ossessionata dai bambini e dalle gravidanze. Per anni lei e suo marito hanno cercato di avere dei figli, ma non ci sono mai riusciti, finché non è rimasta incinta, ma lo ha perso per colpa di suo marito. Successivamente ritroveranno la felicità adottando prima Inocencia e poi Tano, ma quando la prima ritornerà con la vera madre e il secondo partirà per andare a studiare in Inghilterra, Celia otterrà l'annullamento del matrimonio con Felipe, per via delle sue numerose scappatelle. Poi torneranno insieme, fino a quando Celia non rimarrà di nuovo incinta, ma perderà il figlio per colpa di Trini. A questo punto Celia sarà invidiosa della sua amica e svilupperà un'ossessione verso la piccola Milagros, arrivando addirittura ad uccidere Trini pur di avere la bambina solo per lei. Quando però Ramón lo scoprirà, lei tenterà di uccidere anche lui e nel tentativo di respingerla, la getterà giù da un balcone, uccidendola.

### Don Tano Álvarez-Hermoso
(puntate 144-335)
Interpretato da Óscar Ortuño. Tano è il figlio adottivo di Celia e Felipe. È un ragazzo sveglio e intelligente e prima di essere adottato viveva in povertà nel quartiere dell'Ojio. Conoscerà Celia nel manicomio in cui verrà internata dopo l'incidente che aveva subito suo marito, e lei gli si affeziona subito, tanto che una volta dimessa, lo adotta come suo figlio. Ad Acacias è molto amato da tutti, sia signori che domestici. Dopo qualche tempo dal suo arrivo andrà a studiare in Inghilterra perché la sua istitutrice Teresa lo ritiene molto intelligente e quindi capace di compiere studi particolari più approfonditi. Dieci anni dopo si viene a sapere che è diventato un medico e vive a Vienna. 

## Famiglia Bryce

### Don Alfredo Bryce
(puntate 1004-1064 †)
Interpretato da Eleazar Ortiz. Don Alfredo è uno dei signori del quartiere e secondo marito di Genoveva. Tiene ben nascosta la sua omosessualità, infatti quello tra Alfredo e Genoveva è solo un matrimonio di convenienza. Arriva ad Acacias dopo la morte di Samuel con l'intento, insieme alla sua nuova moglie, di vendicarsi di tutto il quartiere per non aver aiutato il marito di lei quando ne aveva bisogno. Ciò nonostante tra i due ci saranno sempre più contrasti, tanto che alla fine Genoveva si sbarazzerà di lui facendolo uccidere da un malvivente. 

## Famiglia Alday

### Don Jaime Moisés Alday
(puntate 556-610, 657, 690-731 †)
Interpretato da Carlos Olalla. Don Jaime è uno dei signori del quartiere, capostipite della famiglia Alday, padre di Samuel, Diego e Cayetana, marito di Úrsula e gioielliere molto importante. È un uomo buono e onesto, ma molto condizionabile. Úrsula lo costringerà a sposarsi con lei per rivelargli chi è sua figlia, e lui, pur di saperlo accetta. Quando Úrsula glielo rivela, lui vuole subito incontrare sua figlia e lei per "prendere due piccioni con una fava" piazza una bomba in casa di Cayetana, ma riesce ad uccidere solo quest'ultima, rendendo invalido Jaime. Dopo aver passato molti mesi in coma, nei quali sua moglie ha cercato di ucciderlo in tutti i modi, lui si risveglia e ritorna alla vita quotidiana. Sarà addolorato quando scoprirà che suo figlio Diego è affetto da mercurialismo, ma quando scoprirà che in realtà è una messinscena ideata da Samuel, appoggerà l'amore di Diego e Blanca, e andrà contro Samuel, il quale, accecato dall'odio violenterà sua moglie e dopo che suo padre lo avrà scoperto, lo ucciderà, perché Jaime voleva costringerlo a costituirsi. Úrsula occulterà il suo cadavere ma più tardi proprio Diego lo ritroverà in una casa di campagna, e Samuel sarà accusato di aver ucciso suo padre.

### Don Diego Alday
(puntate 583-640, 654-711, 722-820)
Interpretato da Rubén de Eguia. Diego è il protagonista della terza stagione della soap, insieme a Blanca, nonché figlio primogenito di Don Jaime e della sua prima moglie e fratello minore di Cayetana e maggiore di Samuel. È un ragazzo molto impulsivo, che non è abituato a riflettere molto su quello che ha in mente di fare. È tormentato dal ricordo di aver ucciso sua madre quando era solo un bambino (Diego stava giocando con un fucile, e quando sua madre arrivò lui le sparò per errore). Proprio per questo ha passato la sua vita lontano da casa, cercando pietre preziose per l'azienda di famiglia per non avere sempre il ricordo fisso di sua madre. Si innamora di Blanca, la moglie di suo fratello e con lei vive un'intensa storia d'amore, ostacolata da Samuel e Úrsula, i quali faranno di tutto per costringerlo ad abbandonarla, incluso fargli credere che sia affetto da mercurialismo. Diego scoprirà l'inganno e continuerà a stare con Blanca, intanto incinta di suo figlio. I due progettano di lasciare il quartiere per rifarsi una vita altrove, ma le cose andranno diversamente: infatti quando ormai erano in viaggio, dei banditi al soldo di Samuel assaltano la carrozza su cui viaggiano gettando Diego in una burrone e facendo anticipare il parto di Blanca. Così lei partorisce da sola e poco dopo sua madre le ruba il bambino, sostituendolo con uno morto, facendole credere che sia nato senza vita. Così i due dovranno impiegare tutte le loro risorse per ritrovare il piccolo Moisés, senza non poche interferenze perché intanto Úrsula avrà soggiogato Blanca con l'aiuto di Cristina, convincendola che se ha perso il bimbo che aspettava è solo a causa del suo comportamento peccaminoso. Anche Samuel farà di tutto per impedirgli di vivere felici, infatti cercherà di uccidere il piccolo e lo farà ammalare volontariamente con la complicità di un medico. Alla fine, dopo molte disavventure, i due riusciranno a riabbracciare il loro bambino e a tenerlo lontano dalle grinfie di Úrsula e Samuel e potranno finalmente abbandonare il quartiere con il piccolo Moisés, per rifarsi una vita altrove.

### Donna Blanca Dicenta Koval de Alday
(puntate 566-820)
Interpretata da Elena González.  Donna Blanca è la protagonista della terza stagione della soap, insieme a Diego. È una delle signore del quartiere, figlia primogenita di Úrsula, sorella gemella di Olga e prima moglie di Samuel. È una donna molto colta e raffinata, merito dell'istruzione che sua madre le ha garantito fin da piccola. Arriva ad Acacias dopo che sua madre ha dovuto giustificarsi per l'omicidio del piccolo Tirso (Úrsula ha raccontato mentendo che quando il bambino è morto, lei si trovava in manicomio a visitare sua figlia). Samuel se ne innamora, e per non far sì che sua madre la rinchiuda di nuovo, si fidanza con lei. Blanca però è innamorata di Diego, fratello di Samuel, ma più tardi sarà costretta a sposare quest'ultimo perché lui sarà in fin di vita (Samuel riceverà un colpo alla testa e avrà bisogno di un'operazione molto delicata, a cui però Úrsula non darà consenso, e per questo lo sposerà per poter prendere decisioni sulla sua persona). A lungo andare però Blanca si rende conto che per quanto Samuel sia gentile e premuroso, lei ama Diego. Suo marito non sembrerà molto comprensivo con sua moglie e quando lei vorrà abbandonarlo per scappare con il fratello, lui arriva addirittura a violentarla. Alleandosi con Úrsula, i due faranno di tutto per impedire l'amore di Blanca e Diego, come far credere a lui che sia affetto da mercurialismo e a lei rubando suo figlio appena nato. I due innamorati dovranno affrontare tante peripezie prima di poter riabbracciare il loro bambino ma alla fine però dopo molte disavventure, Banca scapperà con Diego da Acacias con il loro figlio Moisés, potendo vivere lontano dalle grinfie di Úrsula e Samuel.

### Don Samuel Alday
(puntate 557-996 †)
Interpretato da Juan Gareda. Samuel è l'antagonista secondario della terza stagione e quello principale della quarta stagione della soap, nonché figlio secondogenito di Don Jaime e della sua prima moglie, fratello minore di Diego e Cayetana, marito di Blanca e gioielliere molto importante. È un ragazzo all'apparenza buono e sincero, ma le manipolazioni di Úrsula e l'amore non corrisposto di Blanca (che è in realtà innamorata di Diego) lo trasformeranno in un uomo rabbioso e vendicativo, infatti col tempo diventerà perfido ed egoista. Quando suo fratello gli "rubera" la moglie, non esita ad allearsi con Úrsula pur di riprendersela, arrivando anche a picchiare e violentare Blanca e ad uccidere il suo stesso padre. Tenterà di uccidere Diego e Blanca quando i due cercano di lasciare il quartiere e con la complicità di Úrsula cercherà avere il piccolo Moisés (suo nipote) solo per lui. Più tardi, quando Úrsula sarà rinchiusa in un manicomio, tenterà di uccidere il bambino è lo farà ammalare con l'aiuto di un medico corrotto. I suoi piani andranno in fumo e Diego e Blanca potranno lasciare il quartiere portando in salvo Moisés. Dopo la loro partenza da Acacias, cercherà di sposare Lucia, col solo intento di appropriarsi del suo patrimonio dato che stava rischiando la bancarotta, ma anche lei è innamorata di un altro, e lo abbandona sull'altare. Così lui, stanco e amareggiato da tutto quello che ha passato, decide di abbandonare il quartiere per farvici ritorno dieci anni più tardi con una nuova moglie: Genoveva. Samuel sembra aver ritrovato la sua felicità, però questo ritorno gli sarà fatale, perché sua moglie ha un oscuro passato alle spalle e un uomo, don Cristóbal Cabrera, è tornato per portarla con sé. Samuel allora inizia a chiedere soldi a tutto il quartiere per darli a Cristóbal, ma nessuno vuole aiutarlo e così sono costretti a scappare. Però Cristóbal li trova e durante uno scontro lui spara, e per difendere sua moglie, Samuel fa da scudo col suo corpo, prendendo il colpo in pieno petto, che lo uccide. Dopo la sua morte Genoveva si risposerà con Alfredo, con il quale vorrà vendicarsi di tutti coloro che non hanno aiutato suo marito quando ne aveva bisogno.

### Moisés Alday
(puntate 745-820)
Moisés è il figlio di Blanca e Diego, anche se in un primo momento si credeva che suo padre fosse Samuel. Viene rapito alla nascita da sua nonna materna Úrsula con la collaborazione di Samuel e presto lei inizia a sviluppare una vera e propria ossessione verso il bambino. Arriverà ad uccidere delle persone per averlo solo per sé e quando le verrà portato via, starà quasi per impazzire. Anche Samuel tenterà di ucciderlo, facendolo ammalare intenzionalmente. Alla fine, il piccolo Moisés potrà ritornare con i suoi genitori e vivere felice con loro, lontano da Acacias.

## Famiglia Dicenta - Koval

### Donna Úrsula Dicenta, vedova Alday / Donna Úrsula Koval, vedova Alday
(puntate 67-300, 365-802, 830-1170,   1182
† )
Interpretata da Montessarat Alcoverro. Úrsula è stata in principio un'istitutrice per poi diventare una signora, perpetua e infine di nuovo istitutrice. È l'antagonista secondaria della prima stagione, insieme a Justo, quella principale insieme a Cayetana della seconda stagione, quella principale della terza stagione e quella secondaria nella quinta stagione della soap. È una donna meschina e senza pietà che però non esita a fingersi buona per ottenere tutto ciò che vuole. Suo padre, è il capostipite di un'antica famiglia russa ed è stata educata dagli istitutori più severi. Úrsula era promessa sposa ad un certo Aleksander ma quando dei banditi la violentano, lui non vuole più saperne niente di lei e così il padre la caccia di casa. Rimasta incinta ha avuto così due figlie gemelle da padre ignoto: Blanca e Olga. Suo padre però non era d'accordo a tenerle e così dopo averle marchiate a fuoco con lo stemma di famiglia la obbliga ad abbandonarle. Úrsula però non avendo i mezzi per garantire un futuro a entrambe decide di abbandonare la minore Olga, lasciandola in un bosco chiamato delle dame e affidando invece Blanca a un'altra famiglia che possa prendersi cura di lei. Credendo che Olga sia morta, non potendo più uscire dal bosco, fa frequentare a Blanca i migliori collegi, per poi rinchiuderla in manicomio a seguito dei suoi numerosi tentativi di fuga. Ha lavorato come istitutrice per i Sotelo-Ruz, educando Cayetana, che dopo la morte dei suoi genitori era stata affidata agli zii. Arriva nel quartiere dopo la morte della piccola Carlota e inizia a collaborare con Cayetana nei suoi loschi affari. Uccide Manuela e dopo che Germán si è tolto la vita, occulta i loro cadaveri. Uccide anche Guadalupe, sistemando il tutto affinché la colpa ricada sul figlio Pablo, che ucciderà a sua volta qualche tempo dopo. Sposa con l'inganno Don Jaime Alday, ricattandolo, per ottenere il prestigio da signora che tanto cercava. Quando sua figlia Olga, che credeva morta, ritorna per vendicarsi, uccide anche lei e non esita a piazzare una bomba in casa di Cayetana, per uccidere quest'ultima e suo marito. Arriva poi addirittura a uccidere il piccolo Tirso, facendo ricadere la colpa su Cayetana. È contraria all'amore di Blanca e Diego, e per questo si allea con Samuel cercando di fare di tutto per tenerli lontani, come far credere a Diego che sia affetto da mercurialismo e rubando a sua figlia suo nipote appena nato. Sviluppa una vera e propria ossessione per il piccolo Moisés e arriva ad uccidere diverse persone per averlo solo per lei. Suo padre, arrivato nel quartiere chiamato da Samuel, la fa perciò rinchiudere in un manicomio, da dove esce qualche tempo dopo profondamente cambiata: è pentita di tutte le persone che ha ucciso e di tutti i crimini che ha commesso, e perciò inizia a lavorare come perpetua per il parroco Don Telmo, per poi diventare, dopo la partenza del sacerdote, l'istitutrice del piccolo Mateo, figlio di Lucia e Eduardo. Ucciderà quest'ultimo avvelenandolo, affinché Lucia e Telmo possano vivere felici insieme al piccolo Mateo. Quando anche Lucía morirà, Telmo e Mateo lasceranno il quartiere, e Úrsula verrà assunta da Donna Genoveva e da Don Alfredo. In realtà la donna è alleata con i due coniugi per aiutarli a vendicarsi di tutti gli abitanti del palazzo. Dopo la morte di Alfredo continuerà a essere alleata con Genoveva, ma col passare del tempo tra i due i rapporti si faranno sempre più aspri e così Genoveva la farà uccidere con l'aiuto di Israel. Úrsula però prima di morire aveva scritto lettere per tutti i vicini, in cui svela loro le reali intenzioni di Genoveva.

### Don Iván Koval
(puntate 728-734, 799-800)
Interpretato da Algis Arluskas. Iván è il capostipite della famiglia Koval, padre di Úrsula e nonno materno di Blanca e Olga. È un uomo molto severo e intransigente che non ha esitato, quando sua figlia fu violentata e quindi disonorata, a cacciarla di casa senza nessuno scrupolo. Arriva ad Acacias per rinfacciare a Úrsula il suo passato e in seguito farla rinchiudere in un manicomio su richiesta di Diego, Blanca e Samuel (dietro pagamento).

### Donna Olga Dicenta Koval
(puntate 621-676 †)
Interpretata da Sara Sierra. Donna Olga è una delle signore del quartiere, figlia secondogenita di Ursula e sorella minore di Blanca. È una ragazza all'apparenza buona ma che in realtà cela un animo malvagio e spietato. Ritorna ad Acacias per vendicarsi di sua madre che l'ha abbandonata quando era piccola nel bosco delle dame con l'intenzione di ucciderla. Olga venne trovata e cresciuta da un uomo che la violentò più volte, fino a farla rimanere incinta e successivamente abortire, che poi lei uccise. Si finge buona per accattivarsi tutto il quartiere, lei e Diego diventeranno amanti, ma poi lui la lascerà essendo innamorato solo di Blanca. Quando capisce che non potrà mai prendere il posto di sua sorella, la rapisce e la porta nello stesso bosco dove lei era stata abbandonata anni prima. Arrivano Samuel e Úrsula a salvare Blanca, e non c'è altra scelta che uccidere Olga. Dopo la sua morte però Úrsula sembrerà davvero addolorata per aver ucciso la sua stessa figlia.

## Famiglia Valverde

### Colonnello Don Arturo Valverde
(puntate 404-820 †)
Interpretato da Manuel Regueiro. Don Arturo è uno dei signori del quartiere, capostipite della famiglia Valverde, colonnello dell'esercito spagnolo, promesso sposo di Silvia e padre di Elvira. È un uomo molto severo e intransigente, odia l'ignoranza e difatti pretende sempre che il suo personale di servizio sia ben istruito. Nasconde però un animo buono, è un uomo coraggioso e fedele al re e alla patria. Ha un passato burrascoso alle spalle: infatti, molti anni prima, quando scoprì che sua moglie lo tradiva con un certo Eusebio, tese un agguato a entrambi e li uccise per poi arrivare addirittura ad uccidere la moglie di Eusebio, Remedios, affinché tenesse la bocca chiusa sull'accaduto. Arriva ad Acacias dopo aver trascorso molti anni a Cuba e va ad abitare in quella che era la casa degli Hidalgo. Quando sua figlia si innamora del maggiordomo Simón fa tutto il possibile per separarli, come rinchiudere sua figlia in convento, darla in sposa al turco Burack Demir e tentare di uccidere Simón, però non riuscendoci. Infatti alla fine, i due pur di stare lontani da lui, scapperanno dal quartiere per andare a vivere in Italia. Dopo la fuga di sua figlia, il colonnello sarà molto pentito e addolorato, ma ritroverà la gioia accanto a Silvia, una spia al servizio di sua maestà che gli farà di nuovo battere il cuore dopo molti anni e lo cambierà profondamente. La aiuterà a sventare un attacco terroristico ai danni del re progettato dal generale Zavala. Un atto eroico che farà guadagnare a Don Arturo la stima di tutti i vicini e in particolare di Donna Susana, con la quale aveva sempre avuto un rapporto burrascoso. Dopo aver salvato la vita del re, Don Arturo e Silvia potranno finalmente vivere il loro amore. Ma ben presto il colonnello dovrà affrontare un grave problema: rimarrà cieco a causa della cataratta. L'amore di Silvia lo aiuterà ad affrontare la sua infermità, ma la loro felicità è destinata a durare poco, perché nel giorno del loro matrimonio, poco prima di varcare la porta della chiesa, Don Arturo sarà ucciso da un criminale, Blasco, che in realtà voleva uccidere Silvia. Dopo la morte di Arturo, Silvia si vendicherà uccidendo Blasco e subito dopo lascerà il quartiere.

### Donna Silvia Reyes de Valverde
(puntate 681-775, 780-823)
Interpretata da Elia Galera. Donna Silvia è una delle signore del quartiere, spia dei servizi segreti della casa reale di Spagna e promessa sposa di Don Arturo. È una donna coraggiosa e intraprendente. Arriva ad Acacias per investigare su un presunto attacco anarchico progettato dal generale Zavala ai danni del futuro re e per questo si avvicina ad Arturo. Tra di loro nasce pian piano un sentimento che li unirà. Per sventare il piano contro il re, Silvia però accetta la corte di Zavala e lo sposa. Ben presto però il generale si accorge che tra sua moglie e il colonnello c'è qualcosa di più di una semplice amicizia e così inizia ad avvelenare Silvia, che alla fine viene salvata da Arturo. Il generale viene smascherato e ucciso e l'attacco anarchico è fallito. Silvia e Arturo possono finalmente vivere il loro amore, ma la loro felicità è destinata a durare poco: durante il loro matrimonio, Blasco, un trafficante di schiavi che Silvia aveva fatto arrestare dieci anni prima, tenta di ucciderla colpendo però Arturo, uccidendolo. Silvia vendica il suo amato uccidendo Blasco, per poi lasciare il quartiere.

## Famiglia Caballero

### Don Armando Caballero
(puntata 1101-1130, 1202-1275, 1354-1356, 1482-1483)

### Donna Susana Ruiz de Caballero
(puntata 1-1130, 1202-1357)
Interpretata da Amparo Fernández. Donna Susana è una delle signore del quartiere, madre di Leandro e Simón e sarta del quartiere. È una donna molto casta e devota. Quando era giovane ed era appena rimasta vedova, un uomo abusò di lei facendola rimanere incinta e lei, per non dare scandalo decise di abbandonare il piccolo in un convento. Molti anni dopo però quel figlio, Simón, ritornerà ad Acacias per conoscere la sua vera madre e Susana, dopo un'iniziale negazione, dovrà ammettere di essere lei quella madre che cerca. Quando suo figlio si sposerà con Adela ed Elvira farà ritorno nel quartiere, Susana costringerà Simón a stare con Adela perché sua legittima sposa. Dopo la morte di Adela e la partenza di Simón e Elvira, Susana sarà distrutta dal dolore ma riuscirà a riprendersi grazie al sostegno dei vicini e del nipote Liberto. Si pentirà di aver provato astio verso la sua stessa famiglia per tanti anni e si riappacificherà con suo figlio Leandro, Juliana e suo nipote Victor. Riuscirà anche a perdonare Don Arturo che, trasformato dall'amore di Silvia, mostrerà sincero pentimento per tutto quello che ha fatto. Dopo molti anni di onorata carriera, accetta di andare in pensione cedendo il locale a Servante e Fabiana che lo trasformano in una pensione. Si innamorerà di Armando, un uomo giunto nel quartiere e lo sposerà.

## Famiglia Séler

### Don Leandro Séler
(puntate 1-392, 504-517)
Interpretato da Raul Cano Cano. Leandro è uno dei signori del quartiere, figlio primogenito di Susana e di suo marito, fratellastro di Simón, marito di Juliana e padre biologico di Victor. È un uomo buono e onesto e nella prima stagione è molto amico di Germán. Ama profondamente la pasticcera Juliana da quando era un ragazzino, ma sua madre ha sempre tentato di ostacolare la loro relazione, non riuscendoci. Grazie a Don Maximiliano in punto di morte, scopre che Victor è in realtà suo figlio perché Juliana si sposò con Don Guillermo quando era già incinta di lui. Juliana è costretta ad ammetterlo e alla fine i due si sposano e si trasferiscono a Parigi, contro il volere di Susana, dove Juliana aprirà una succursale della pasticceria e lui lavorerà come sarto. Alla fine Susana si pentirà di essersi comportata male con la sua famiglia, e si riappacificherà sia con Leandro che con Juliana.

### Don Victor Ferrero / Don Victor Séler
(puntate 1-689, 925-928)
Interpretato da Miguel Diosdado. Victor è uno dei signori del quartiere, figlio di Juliana e Leandro, marito di Maria Luisa e pasticcere del quartiere. È un ragazzo molto sveglio che in passato ha cacciato sua madre nei guai più di una volta, ma che dopo la sua partenza per Parigi, ha messo la testa a posto e ha iniziato a lavorare seriamente. È innamorato di Maria Luisa da quando era un ragazzino e con lei finalmente si sposa andando a vivere a Parigi dai genitori di lui. Dopo la morte di sua suocera Trini e l'arresto di suo suocero Ramón, toccherà a lui e Maria Luisa crescere la piccola Milagros.

### Donna María Luisa Palacios de Séler
(puntate 1-689, 925-928)
Interpretata da Cristina Abad. Donna Maria Luisa è una delle signore del quartiere, sorella di Antonio e Milagros, moglie di Victor e figlia secondogenita di Lourdes e Ramón. È una ragazza un po' altezzosa, ma che in fondo sa essere buona quando vuole. Inizialmente è fidanzata con il pasticcere Victor, ed è con lui che, una volta sposati, si trasferisce a Parigi. Dopo la morte della sua matrigna Trini e con suo padre in carcere, tocca a lei e Victor crescere sua sorella Milagros.

### Donna Juliana Elorza de Séler
(puntate 1-392, 504-517)
Interpretata da María Tasende. Donna Juliana è una delle signore del quartiere, madre di Victor e moglie di Leandro. È una donna buona e molto paziente con suo figlio. Ama profondamente il sarto Leandro, ma Susana ha sempre cercato di ostacolare la loro relazione. Dopo che Leandro scopre di essere il vero padre di Victor, lei è costretta ad ammettere che è la verità perché si sposò con Guillermo (il suo primo marito) già incinta. Alla fine i due si sposano e si trasferiscono a Parigi, dove lei aprirà una succursale della pasticceria e lui lavorerà come sarto.

### Don Liberto Séler
(puntata 322-1483)
Interpretato da Jorge Pobes. Liberto è uno dei signori del quartiere, nipote di Susana, cugino di Leandro e Simón e secondo marito di Rosina. È un uomo generoso e altruista. Arriva ad Acacias, qualche tempo dopo la morte di Don Maximiliano, e tra di lui e Rosina nasce l'amore. Inizialmente vanno incontro alle critiche di tutti per via della grande differenza di età che c'è tra loro, ma nonostante questo, i due si sposeranno e vivranno felici nel quartiere. I due dovranno affrontare vari momenti di crisi, dovuti al tradimento di Liberto con Genoveva Salmeron, ma alla fine riusciranno sempre a riconciliarsi.

### Donna Rosa María "Rosina" Rubio de Séler
(puntata 1-1483)
Interpretata da Sandra Marchena. Donna Rosina è una delle signore del quartiere, moglie di Maximiliano e poi di Liberto, e madre di Leonor. È una donna un po' bizzarra e stravagante, oltre ad essere molto avara, ma in fondo ha un buon cuore. Dopo qualche tempo dalla morte di suo marito Maximiliano, scoprirà che il terreno ereditato da lui nascondeva un giacimento d'oro, di cui lei diventerà la proprietaria insieme a Don Ramón. Il giacimento darà non pochi problemi ai due proprietari, in particolare una rivolta degli operai arriverà fino al quartiere e causerà la morte di Martín. Darà scandalo perché si risposerà con Liberto, un uomo molto più giovane di lei, con il quale ne combina di tutti i colori. Tra i due ci saranno momenti di crisi,ma riusciranno a riconciliarsi.
Nel 1920 subirà una grave crisi economica e, nel mentre, ospiterà la sorella Hortensia e la nipote Azucena

### Don Simón Gayarre
(puntate 404-676)
Interpretato da Jordi Coll. Simón è stato uno dei domestici del quartiere, figlio secondogenito di Susana e di padre ignoto, marito di Adela, fratellastro di Leandro e cugino di Liberto. È un ragazzo molto colto e raffinato, merito dell'educazione che ha avuto fin da piccolo per servire nelle case migliori. Giunge ad Acacias per scoprire chi sia la sua vera madre che lo ha abbandonato alla nascita in un convento. Scopre che si tratta di Susana, la quale rimase incinta di lui venendo violentata poco dopo la morte del marito, e dopo essersi riappacificato con lei, inizierà una storia d'amore con Elvira, la figlia del colonnello. I due dovranno affrontare le ire di Don Arturo che, per impedire la relazione, arriverà a far credere sua figlia morta. Quindi Simón, credendo Elvira morta, sposerà Adela, un'ex monaca. Nonostante abbia sposato Adela e dopo un iniziale respingimento, Simón inizia con Elvira, che nel frattempo è tornata nel quartiere, una storia clandestina. Alla fine però, per non subire le angherie di Arturo, i due saranno costretti a lasciare Acacias per andare a vivere in Italia. Dopo la loro partenza si apprenderà che hanno avuto un figlio.

### Donna Elvira Valverde de Gayarre Pérez
(puntate 404-506, 611-676)
Interpretata da Laura Rozalén. Donna Elvira è una delle signore del quartiere e figlia di Don Arturo e della sua prima moglie. È una ragazza dolce che però in qualche occasione ha mostrato il lato di sé più capriccioso ed egoista. Il padre ha sempre cercato di "raddrizzarla" perché la considerava ribelle come sua madre. Si innamora di Simón, maggiordomo di suo padre il quale, disapprovando la relazione, prima la fa chiudere in convento e poi la manda in Turchia per farla sposare con un ricco imprenditore. Ma giunge ad Acacias la notizia che la nave su cui viaggiava Elvira è affondata. Tutti credono che Elvira sia morta ma non è così. Don Arturo, nonostante tutte le richieste di Elvira, decide di non farla tornare a casa. Quando finalmente riesce a tornare nel quartiere, però, tutto è cambiato: Simón, il suo amore, si è sposato con Adela, un'ex monaca che Elvira aveva conosciuto in convento. Tra i due, nonostante un iniziale respingimento di Simón, inizia una relazione clandestina. Per sfuggire a Don Arturo, che continua a non approvare la relazione, scapperanno dal quartiere e andranno a vivere in Italia. Si scoprirà, in seguito, che Elvira e Simón hanno avuto un figlio.

### Donna Adela de Gayarre Pérez
(puntate 513-677 †)
Interpretata da Mariana Aruhetas. Adela è stata una monaca e moglie di Simón. È una donna fragile, sensibile e mentalmente instabile, tanto da confondere la realtà con la sua immaginazione. È ossessionata da Simón, e una volta che tutti crederanno che Elvira sia morta, si sposeranno. Quando però Elvira tornerà, lei vorrà vendicarsi e scoprendo che i due vogliono scappare, avvisa Don Arturo di fermarli anche se questo comporterà ucciderli, per poi pentirsi e raggiungere il luogo dell'incontro per evitare il peggio. Ciò le sarà fatale: il sicario del colonnello, infatti, ucciderà lei e Simón e Elvira potranno scappare via indisturbati.

## Famiglia Mondragón

### Don Fernando Mondragón
(puntate 390-510)
Interpretato da Ander Azurmendi. Fernando è l'antagonista secondario della seconda stagione della soap, insieme a Humildad. È uno dei signori del quartiere e marito di Teresa. È un uomo all'apparenza buono e onesto, ma che in realtà è subdolo e perfido. Sposa Teresa con l'inganno, dopo essersi alleato con Cayetana per uccidere Mauro. All'inizio cerca di fare di tutto per conquistare sua moglie, come adottare Tirso come loro figlio, ma quando si rende conto che è tutto Inutile, intrattiene una relazione con Cayetana e in preda a un attacco isterico arriva persino a violentare sua moglie. Alla fine si pente delle sue azioni, e dopo essere stato arrestato, decide di ritirarsi in un convento.

### Tirso Mondragón
(puntate 460-513 †)
Interpretato da David Moreno. Tirso è il figlio cieco adottivo di Teresa / Cayetana e Fernando. Arriva nel quartiere inizialmente come allievo di Teresa, ma ben presto la maestra si affezionerà a lui è lo adotterà. Fernando farà in modo che Tirso venga operato e riacquisti la vista. Però il bambino vedrà Cayetana e Fernando in atteggiamenti intimi e questo costringerà Cayetana a sbarazzarsi di lui: infatti lo ucciderà avvelenandolo, per poi pentirsene (alla fine però si scoprirà che è stata Úrsula ad ucciderlo facendogli bere il veleno, dopo che Cayetana lo aveva lasciato solo). Dopo la sua morte, Teresa, sarà ancora più determinata a portare a galla la verità riguardante la sua vera identità.

## Famiglia San Emeterio

### Commissario Don Mauro San Emeterio
(puntate 221-581, 1078-1110)
Interpretato da Gonzalo Trujillo. Mauro è il commissario della città in cui vive e marito di Teresa. È il protagonista della seconda stagione della soap, insieme a Teresa. È un uomo coraggioso e impulsivo, abituato ad agire d'istinto. Arriva ad Acacias dopo le morti di Germán e Manuela / Carmen, insieme a commissario Padial per investigare e sviluppa un profondo odio verso Cayetana. Si innamora di Teresa e i due si alleano per smascherare la Sotelo-Ruz. Grazie alle loro indagini vengono a conoscenza di una terribile verità: Fabiana è la vera madre biologica di Cayetana che in realtà si chiama Anita. Quando nella residenza dei Sotelo-Ruz scoppiò un incendio, Fabiana riuscì a salvare solo sua figlia, facendola passare per la vera Cayetana. Quest'ultima arriverà ad uccidere sua moglie Humildad e il figlio adottivo di Teresa, Tirso. Alla fine, grazie all'aiuto di Úrsula, riusciranno a scoprire la verità su Cayetana e quando vorranno arrestarla, lei morirà uccisa dall'esplosione avvenuta in casa sua, dove resterà coinvolta anche Teresa. Una volta ristabilita, lei e Mauro potranno finalmente lasciare Acacias per trasferirsi ad Antibes, in Francia, per rifarsi una vita con il figlio che aspettano. La loro felicità durerà poco, perché il figlio che Teresa aspettava nascerà morto e qualche anno dopo anche Teresa stessa morirà uccisa da alcuni banditi che avevano cercato di rubare nella casa in cui vivevano lei e Mauro. Dopo la morte della sua amata sposa, Mauro rimasto solo, decide di fare temporaneamente ritorno ad Acacias. Grazie al suo aiuto, Felipe riesce a liberare l'amata Marcia dal trafficante Andrade, il quale l'aveva rapita. Dopo aver arrestato Andrade, Mauro lascia il quartiere con Yolanda Lázaro, una prostituta che era al servizio di Andrade che, una volta liberata, ha conosciuto il commissario e si è innamorata di lui.

### Donna Teresa Sierra de San Emeterio / Donna Cayetana Sotelo Ruz de San Emeterio
(puntate 235-581 †)
Interpretata da Alejandra Meco. Donna Teresa è la seconda moglie di Mauro, madre adottiva di Tirso e la vera Cayetana Sotelo-Ruz. È la protagonista della seconda stagione della soap, insieme a Mauro. È una donna molto coraggiosa e intraprendente. Ha avuto una vita misera per colpa di Anita che le ha usurpato l'identità. Si innamora di Mauro e si allea con lui per smascherare la Sotelo-Ruz. Inizialmente stringe con quest'ultima un rapporto di amicizia e confidenza, ma dopo, quando si renderà conto di quanto sia maligna, si allontanerà da lei. Cayetana, per vendicarsi, ucciderà suo figlio adottivo, Tirso. Úrsula intanto per "prendere due piccioni con una fava", tentando di uccidere sia Cayetana sia suo marito Jaime, piazza una bomba in casa di Cayetana e lei rimane coinvolta. Cayetana muore, Don Jaime rimane invalido e Teresa sopravvive indenne. Dopo essersi ristabilita, lei e Mauro lasciano Acacias per trasferirsi ad Antibes, in Francia, per rifarsi una vita con il figlio che aspettano. Però, al momento del parto, il bambino nascerà morto e qualche anno dopo anche Teresa morirà uccisa da alcuni banditi che volevano rubare in casa sua. Dopo la sua morte, Mauro decide di ritornare ad Acacias.

### Donna Humildad Varela de San Emeterio
(puntate 258-384 †)
Interpretata da Mónica Portillo. Humildad è l'antagonista secondaria della seconda stagione della soap, insieme a Fernando. È la prima moglie di Mauro, apparentemente sembra una donna gentile e ingenua, oltre a essere una cristiana devota, ma in realtà è subdola e manipolatrice. I suoi genitori volevano chiuderla in convento, quindi ha sedotto Mauro mettendolo nella posizione di dover diventare ufficialmente il suo fidanzato, anche se poi finirà per amarlo veramente. Rimarrà coinvolta nell'attentato anarchico avvenuto nel quartiere durante il matrimonio di Ramón e Trini, e a causa delle ferite riportate perderà l'uso delle gambe, quindi Mauro la sposerà sentendosi moralmente obbligato a prendersi cura di lei per il poco tempo che le resta da vivere. In realtà Humildad aveva solo inscenato la paralisi alle gambe solo per tenere lontano Mauro da Teresa, inoltre proverà a uccidere quest'ultima, ma Cayetana la salverà colpendola violentemente alla testa con un candelabro. In seguito Humildad morirà per le ferite riportate e Cayetana sarà arrestata, perché accusata del suo omicidio.

## Famiglia Barbosa - Cervera

### Don Íñigo Cervera "El Peña"
(puntate 741-789, 794-885)
Interpretato da Adrian Castineiras. Il Peña è il vero Íñigo Cervera, che tutti credevano morto. Era un pasticciere, che aveva acquistato la pasticceria di Acacias da Victor, ma nel viaggio dalla Francia alla Spagna, dei banditi assaltano la carrozza su cui viaggiavano lui e una donna che lo accompagnava e li uccidono, così Ignacio e Flora, che li avevano aiutati a passare il confine, usurpano la loro identità e giungono ad Acacias facendosi passare per i Cervera. In realtà Íñigo non è morto, e dopo qualche tempo arriva nel quartiere, avendo però perso la memoria. Viene assunto nella stessa pasticceria che avrebbe dovuto gestire, e alla fine si scopre che non ha mai perso la memoria, ma ha solo finto perché un indiano gli dava la caccia, però dopo che Flora ha accidentalmente ucciso l'indiano, la verità può essere rivelata. Flora viene accusata dell'omicidio dell'indiano, ma Peña, innamorato di lei, si autoaccusa dell'omicidio. Tutto si risolverà per il meglio, perché, dopo la scarcerazione di Flora, anche Íñigo verrà assolto. Flora e Peña intraprenderanno una relazione, ma lui la lascerà cedendo la pasticceria a Flora e suo fratello per partire per una spedizione in terre lontane in memoria di suo padre.

### Don Íñigo Cervera / Don Ignacio Barbosa
(puntate 686-960)
Interpretato da Xoán Fórneas. Ignacio / Íñigo è uno dei signori del quartiere, fratello di Flora e pasticcere del quartiere. È un uomo buono, ma un po' sprovveduto. Arriva ad Acacias dopo la partenza di Victor e Maria Luisa, acquistando la pasticceria. Si innamora di Leonor e a lei rivela il suo oscuro passato: il suo vero nome è Ignacio e prima di giungere nel quartiere era un contrabbandiere. Con la speranza di rifarsi una vita insieme a sua sorella Flora, ha deciso di rubare l'identità dei veri coniugi Cervera, brutalmente uccisi da alcuni banditi. La situazione si complica quando giunge ad Acacias il Peña, ossia il vero Íñigo che però ha perso la memoria. Lui e sua sorella Flora lo assumono e a poco a poco scoprono il suo inganno, cioè che non ha mai perso la memoria, ma ha solo finto per non essere trovato dall'indiano. Peña pagherà Eva, una vecchia fidanzata di Ignacio, affinché giunga nel quartiere con suo figlio Nacho dicendo che è di Ignacio. Questo complicherà molto la storia tra lui e Leonor, ma alla fine Eva si pentirà del suo inganno e lascerà Acacias. Successivamente anche Íñigo / Ignacio deciderà di ipotecare la pasticceria per ottenere la titolarità sul contratto di Tito, un pugile con cui stringe amicizia ma che era patrocinato da un uomo senza scrupoli. Sapendo che non sarebbe mai stato capace di ripagare il debito con la banca, lascia il quartiere insieme a Leonor, Tito e Flora per andare a vivere in Portogallo. Lui e Leonor avranno tre gemelle.

### Donna Leonor Hidalgo de Barbosa
(puntate 1-411, 475-588, 608-960, 1483)
Interpretata da Alba Brunet. Donna Leonor è una delle signore del quartiere, unica figlia di Rosina e Maximiliano, vedova di Pablo e scrittrice. È una ragazza dolce, ma allo stesso tempo coraggiosa e audace. Ha una storia d'amore con Pablo, ma non può andare avanti non solo perché lui è un garzone, ma anche perché lei è già sposata con Claudio. Quando suo marito viene cacciato dal quartiere perché omosessuale, lei si sposa di nascosto con Pablo e tutti sono costretti ad accettarlo. Nella seconda stagione, dopo la morte di sua suocera Guadalupe, lei è suo marito sono costretti a scappare dalla Spagna perché Pablo è accusato di averla uccisa e dopo qualche tempo, fanno ritorno ad Acacias, ma tra di loro qualcosa è cambiato: Leonor è ricattata da Don Mario Melero, un uomo subdolo e perfido, la guardia civile riuscirà ad ucciderlo e tra i due torna il sereno. Pablo morirà durante un terremoto e lei cadrà in un profondo stato di tristezza. Alla fine riuscirà a riprendersi grazie al nuovo pasticcere Íñigo. Anche lui la farà stare parecchio male, perché inizialmente le nasconderà la sua vera identità. Successivamente arriverà nel quartiere una donna, Eva, che dice di essere sua moglie. Tutto si risolverà e alla fine, dopo molte altre disavventure, andranno a vivere in Portogallo. Più tardi si scoprirà che Leonor e Íñigo hanno avuto tre gemelle.

### Donna Flora Barbosa
(puntate 686-960)
Interpretata da Alejandra Lorenzo. Flora è una delle signore del quartiere, sorella di Ignacio / Íñigo e pasticcera del quartiere. È una ragazza dolce ma anche un po' arrogante. Prima di arrivare ad Acacias era una contrabbandiera insieme a suo fratello, e con l'intenzione di rifarsi una vita, hanno rubato le identità dei veri coniugi Cervera, brutalmente uccisi da dei banditi, per prendere possesso della pasticceria. Inizierà a provare qualche sentimento per più di un uomo nel quartiere; infatti darà un bacio sia a Liberto sia a Paquito e avrà persino una relazione con il Peña, il quale, innamorato a tal punto di lei che quando Flora sarà accusata dell'omicidio dell'indiano lui si addosserà tutta la colpa. Il Peña la lascerà per intraprendere un viaggio. Alla fine lascia il quartiere insieme a suo fratello e a Leonor per andare in vivere in Portogallo, dopo che Ignacio aveva ipotecato la pasticceria.

### Don César Cervera
Don César è il padre di Íñigo / El Peña. Non è mai apparso nella soap, perché morto molti anni prima. Era un avventuriero molto coraggioso che ha girato il mondo insieme a suo figlio. Quando Ignacio arriverà nel quartiere sotto la falsa identità di Íñigo, lo farà passare per suo padre e Leonor vorrà scrivere un libro sulle sue mirabolanti avventure. Ignacio, non conoscendo per niente don César, inventerà un mucchio di stupidaggini da raccontare a Leonor, anche se alla fine il suo "scherzo" verrà scoperto.

## Famiglia Torralba - Martínez

### Don Eduardo Torralba
(puntate 961-994 †)
Interpretato da Paco Mora. Eduardo è uno dei signori del quartiere, capostipite della famiglia Torralba, marito di Lucía e padre adottivo di Mateo. È l'antagonista secondario della quinta stagione della soap. È un uomo aggressivo e iracondo. Lucía lo sposa dopo essere rimasta delusa dal comportamento di Telmo (accusato di averla derubata del denaro dei suoi genitori). Il loro però non è un matrimonio felice perché nonostante la malattia che lo affligge, soffre infatti di tosse cronica, Eduardo è molto aggressivo con sua moglie e Mateo. Quando Lucía si ammala, vuole che il piccolo Mateo fugga con il suo vero padre Telmo, ma per far sì che questo accada, suo marito deve cessare di essere un problema. Così Úrsula avvelena Eduardo, uccidendolo, per fare in modo che il piccolo Mateo possa scappare con Telmo, il suo vero padre.

### Donna Lucía Alvarado de Torralba
(puntate 778-785, 802-999 †)
Interpretata da Alba Gutiérrez. Donna Lucía è una delle signore del quartiere, è la cugina acquisita di Celia, infatti è la figlia illegittima dei marchesi di Válmez, i quali erano fratellastri, infatti lei è nata da un incesto. È la madre di Mateo e vedova di Eduardo. È la protagonista della quarta stagione della soap, insieme a Telmo. È una ragazza buona e premurosa che pensa al bene degli altri prima del suo. La sua passione è l'arte infatti è una brava restauratrice. Ha una relazione con Samuel, ma quando si rende conto che in realtà ama Telmo, lo abbandona sull'altare. Il priore Espineira riuscirà a impossessarsi del patrimonio di Lucia dando la colpa a Telmo, dunque lei lo lascerà. Scoprendo di aspettare un bambino da Telmo, sposerà Eduardo, e per dieci anni è rimasta intrappolata in un matrimonio infelice. Quando scoprirà che Telmo era innocente, i due torneranno a essere amanti, infine si ammalerà di tumore ai polmoni. Farà pressione affinché che suo figlio scappi con il suo vero padre, ma per farlo Eduardo deve sparire. Così Úrsula, lo uccide avvelenandolo, per far sì che il bambino possa fuggire con Telmo. Alla fine Lucía muore a causa della sua malattia.

### Mateo Torralba
(puntate 961-1000)
Interpretato da Adrián Hernández. Mateo è il figlio di Lucía e Telmo, anche se sua madre farà credere a Eduardo che sia lui il vero padre del bambino. È un ragazzino vivace e allegro, nonostante sia educato da Úrsula. Dopo la morte di sua madre, lascia il quartiere con il suo vero padre.

### Don Telmo Martínez
(puntate 818, 823-960, 966-1000)
Interpretato da Daniel Tatay. Telmo è inizialmente il parroco del quartiere e padre di Mateo. È il protagonista della quarta stagione della soap, insieme a Lucía. È un uomo intelligente, altruista e coraggioso, ma anche impulsivo. Il priore Espineira lo manderà ad Acacias con l'intento di avvicinarsi a Lucia e ottenere i suoi soldi, ma poi Telmo si innamorerà di lei, e per amore di Lucía abbandonerà il sacerdozio. Andrà incontro alla collera di Samuel, deluso perché abbandonato sull'altare da Lucía, la quale a sua volta è innamorata di lui. Egli, arriverà persino ad accusare Telmo di averla derubata del denaro dei genitori di Lucía, in realtà il vero colpevole è Espineira che è riuscito a incastrarlo. Dopo questa accusa e aver perso la fiducia di Lucía, abbandona Acacias viaggiando verso l'Africa. Ritornerà dopo dieci anni, in seguito all'arresto di Espineira dopo aver provato la sua innocenza, scoprendo che Lucía è sposata con Eduardo, dal quale ha avuto un figlio, Mateo. Tra Telmo e Lucia scoppia di nuovo la passione e torneranno a essere amanti, e Lucia gli rivela che è lui il vero padre del piccolo Mateo. Quando Lucía e Eduardo muoiono, lui lascia Acacias col bambino dopo che lei nel suo testamento gli aveva intestato i suoi beni e la potestà di Mateo.

## Famiglia Quesada

### Don Aurelio Quesada
(puntata 1286-1483 †)
Interpretato da Carlos de Austria. Aurelio è un ex militare venuto dal Messico che arriva nel quartiere di Acacias insieme a sua sorella minore Natalia, figli di Don Salustiano, uno spietato e influente boss criminale che manda i suoi figli ad Acacias per costringere Marcos a rientrare in società con lui, in realtà il vero piano di Aurelio è quello di impadronirsi nel patrimonio di Marcos tentando di avvicinarsi alla figlia di lui, Anabel, che in passato era la sua fidanzata, avrebbero dovuto sposarsi, ma lei lo lasciò dato che non lo amava. Insieme a Genoveva acquista parte dell'azienda del Bacigalupe, affinché ne possa avere controllo, e per poi farla fallire e fargli perdere denaro. Successivamente, riesce a far innamorare di lui Anabel, tradendola con Genoveva con la quale ha una relazione. In seguito chiede alla stessa Anabel di fuggire insieme a lui per sposarsi in segreto. Una volta accettato i due si allontanano da Acacias e con la complicità di Genoveva pianificano di uccidere Marcos. Quando Natalia uccide Marcos, Aurelio decide di eliminare anche Anabel per potersi appropriare così dell'eredità dei Bacigalupe. Con Genoveva e Fausto Salazar (capo del gruppo anarchico del quartiere) pianifica anche l'attentato del 1915, insieme alla complicità di Soledad. Così Aurelio conclude il suo piano uccidendo Anabel nella confusione creatasi dall'attentato anarchico del 1915, nel quartiere. Cinque anni dopo fa ritorno ad Acacias con Genoveva e con il maggiordomo di famiglia Marcelo, dopo un periodo in Messico. I due ormai sposati per convenienza, si stabiliscono al piano nobile. Nel coltempo Aurelio offre protezione a Donna Valeria, moglie di Rodrigo, un uomo in fuga, perché in pericolo. In realtà il marito di Valeria è in fuga proprio per fuggire da Aurelio, il quale vuole da Rodrigo la formula del gas nervino che lui ha scoperto, in modo da produrlo e venderlo a scopo di lucro. Rodrigo e Genoveva gli tendono una trappola e lo lasciano a morire in un incendio che è stato appiccato da Rodrigo nel laboratorio finanziato da Aurelio, quest'ultimo aveva scoperto che era stata Genoveva a far uccidere Natalia e quindi ha preferito eliminare l'odiato marito per evitare che lui si vendicasse. Tuttavia Aurelio riesce a salvarsi dall'incendio per merito della sua guardia del corpo, che è morto per salvarlo. Aurelio spara a Genoveva uccidendola, vendicando Natalia, e proprio quando si appresta a uccidere pure Gabriela (la figlia di Genoveva) interviene Marcelo che con un colpo di pistola uccide Aurelio.

### Donna Natalia Quesada
(puntata 1286-1403 †)
Interpretata da Ástrid Janer. Donna Natalia è una delle signore del quartiere e la sorella minore di Aurelio ed è la protagonista della sesta stagione della soap insieme a Felipe. Arriva nel quartiere insieme a suo fratello per vendicarsi di Marcos e sua figlia Anabel. Al suo arrivo si invaghirà di Antoñito e tenterà di sedurlo più volte, mettendo in pericolo il matrimonio con Lolita. A seguito del suo avvicinamento ad Antonito e del successivo tradimento, inizia a non essere vista di buon occhio dalle vicine, tra le quali Donna Susana. Trova però la protezione e vicinanza di Donna Genoveva, che per prima cosa l'aiuta a scappare dalle grinfie del diplomatico francese Pierre Carron, e poi la convince nel suo ennesimo piano contro Felipe. Il piano prevede di ingannare Felipe, il quale è tra i pochi a sostenere Natalia, seducendolo e facendolo innamorare della ragazza, per poi ripudiarlo come lui in passato fece con Genoveva. Il piano non va come previsto in quanto la stessa Natalia confessa, in seguito, a Genoveva, che si è realmente innamorata di Felipe, ricambiata. Così una volta scoperta la situazione Genoveva decide di cambiare piano, proponendo a Natalia di uccidere Don Marcos (avendo come movente l'odio nutrito nei suoi confronti durante tutti questi anni, a seguito del suo ripetuto abusare della stessa Natalia), omettendo però di voler incolpare Felipe dell'accaduto. Una volta ucciso Marcos, cercando di difendere Genovava da un ipotetico abuso dell'uomo, Natalia scappa, ma sentendo la voce di Felipe in casa, capisce che il piano di Genovava avesse come obbiettivo incarcerare Felipe. Decide così di confessare l'accaduto, togliendo da ogni responsabilità Felipe, dato il suo amore per lui. Una volta in cella però, Genoveva incarica a una prigioniera di ucciderla per evitare che riveli il suo coinvolgimento nell’omicidio di Marcos.

### Donna Anabel Bacigalupe de Quesada
(puntata 1232-1404 †)
Interpretata da Olga Haenke. Donna Anabel è una delle signore del quartiere e l'unica figlia di Don Marcos. Arriva con suo padre in città e da subito si dimostra una ragazza viziata e presuntuosa. Stringerà una bella amicizia con Camino che però si deteriorerà poco a poco dopo che Anabel sarà stata la causa del suicidio del marito di Camino (lei aveva rivelato pubblicamente che Ildefonso era castrato e lui per il disonore si suicidò). Dopo la fuga di Camino a Parigi con Maite, inizia una relazione con Miguel, il nipote degli Olmedo. Con l'arrivo del suo ex fidanzato, Aurelio Quesada, in quartiere, si distacca sempre più da Miguel, al quale confessa di provare ancora dei sentimenti nei confronti del primo. Sempre tramite Aurelio, Anabel scopre che il loro matrimonio fu intralciato da Don Marcos, accerrimo nemico della famiglia Quesada. Così dopo poco tempo riprende in mano la propria relazione con Aurelio, di nascosto da suo padre e decide di accettare la sua proposta di matrimonio, fuggendo però da Acacias e dalla furia di Don Marcos. Una volta ritornata ad Acacias, Anabel scopre della morte di suo padre e nell'attentato anarchico del 1915 viene uccisa dallo stesso Aurelio, come obiettivo del suo piano.

### Donna Genoveva Salmerón de Quesada
(puntata 961-999, 1004-1483 †)
Interpretata da Clara Garrido. Donna Genoveva è l'antagonista principale della quinta, sesta e settima stagione. È una delle signore del quartiere e seconda moglie di Samuel. È una donna libertina e spregiudicata, che usa il suo fascino per manipolare gli uomini. Di umili origini, quando si allontanò dalla sua famiglia, la sua strada incrociò quella di Cristóbal Cabrera, criminale che si è arricchito con la prostituzione e l'usura. Genoveva divenne la sua amante, Cristóbal era così geloso di lei che non la fece mai prostituire, dato che la voleva tutta per sé. Proprio mentre scappava da Cristóbal, conobbe Samuel, innamorandosi di lui, sposandolo. Presto però, nonostante voglia rifarsi una vita, il passato ritorna a tormentarla: Cristóbal è arrivato in città per portarla con sé dato che gli deve del denaro, ma Samuel non riesce a racimolare la somma necessaria, e mentre i due tentano di fuggire, durante uno scontro, per difenderla, Samuel prende un colpo di pistola al posto suo, morendo. La morte di suo marito la trasformerà in una donna cinica e spietata, Genoveva si risposa con Don Alfredo, e con lui cercherà di vendicarsi di tutti i residenti del quartiere che non hanno aiutato Samuel quando ne aveva bisogno. Si innamorerà di Felipe, infatti diventeranno amanti. A causa dei continui disaccordi con Alfredo, e anche per via del suo desiderio di stare insieme a Felipe, farà uccidere suo marito pagando un malvivente. Purtroppo per lei, Felipe la lascerà non ricambiando il suo amore e rivelandole che ama la domestica Marcia e che l'ha solo usata per aiutare tutti i vicini a riprendersi i soldi sottratti da suo marito Alfredo. Ormai, ossessionata da Felipe, tenterà di allontanare Marcia da lui con l'aiuto di Israel, il fratello gemello del defunto marito di Marcia, il quale si spaccerà per lui impedendo a Felipe di sposare Marcia. Israel e Genoveva diventeranno amanti e lui la metterà incinta. Genoveva farà credere a Felipe, con il quale aveva intrapreso una relazione, che il bambino che aspetta è suo e quindi i due si sposeranno. Capendo però che Felipe ama ancora Marcia, la ucciderà. In seguito a un litigio con Felipe abortirà, finendo col disprezzarlo, tanto che cercherà di distruggerlo. Infatti con la complicità della domestica Laura e di Javiér Velasco (un malfattore che con la sua professione di avvocato riesce a comprarsi i favori di molti suoi clienti) accuserà Felipe di averla maltrattata e abusata, ma alla fine si scoprirà che era tutta una menzogna. Felipe per scoprire la verità sulla morte di Marcia, alleandosi con Laura, Israel / Santiago e il commissario Méndez fingerà un'amnesia e in seguito arriverà perfino a sequestrarla. Così Genoveva, stremata, confessa che fu lei ad uccidere Marcia e viene incarcerata. 
Passano alcuni mesi dall'arresto di Genoveva per la morte di Marcia, ma grazie a delle sue conoscenze con il Clero, riesce ad ottenere l'indulto e a tornare ad Acacias. Con l'arrivo dei fratelli Quesada, decide di allearsi con i due per far fronte ai suoi nuovi piani diabolici. Per prima cosa, in accordo con Aurelio, si mette in società con Don Marcos per poi pianificarne l'uccisione e quella successiva di Anabel, in modo da godere della loro eredità insieme allo stesso Aurelio, una volta sposati. Con Natalia pianifica prima il finto innamoramento verso Felipe, ma non andando a buon fine decide di cambiare strategia, combinando la sua volontà di far fuori Don Marcos con quella di vedere Felipe in carcere, incolpandolo della morte del primo. Non riuscendo ad incolpare Felipe, decide di far fuori Natalia, portandola al suicidio in carcere, avendo paura che la stessa potesse confessare il suo piano alle autorità e manifestando gelosia per la sua storia d'amore con Felipe. In seguito pianifica con Aurelio e Fausto Salazar (capo del gruppo anarchico del quartiere) l'attentato del 1915, come vendetta contro i propri vicini. 
Cinque anni dopo l'attentato, arriva ad Acacias come la moglie di Aurelio Quesada, dopo un periodo passato in Messico. Quando Aurelio scopre che era stata Genoveva a far uccidere Natalia, decide di fargliela pagare, si astiene dal farle del male solo perché Genoveva aspetta un bambino da lui. Genoveva si sbarazza di suo marito facendo in modo che Aurelio perda la vita in un incendio, infine perde il bambino a causa di un aborto spontaneo. Genoveva riceve la visita di sua figlia Gabriela, l'aveva avuta quando era ancora molto giovane, lasciandola crescere a Bilbao sotto la tutali di alcuni suoi parenti. Aurelio in realtà aveva solo inscenato la sua morte, cogliendo di sorpresa Genoveva spara a Gabriela, ma Genoveva difende la figlia prendendosi lei la pallottola. In fin di vita, Genoveva chiede il conforto di Felipe che però, pur ammettendo di aver provato amore per lei un tempo, le nega il proprio perdono e le volta le spalle.

## Famiglia Olmedo

### Don Roberto Olmedo
(puntata 1263-1386)
Interpretato da Mikel Larriñaga. Don Roberto è uno dei signori del quartiere, marito di Sabina, nonno di Miguel e proprietario insieme a sua moglie del ristorante "Nuovo Secolo XX". Arriva nel quartiere dopo che suo nipote ha acquistato per lui il ristorante da Donna Felicia e fin da subito lui e sua moglie si dimostrano due tipi molto stravaganti. Insieme a sua moglie Sabina, ben presto, pianifica la costruzione di un tunnel sotterraneo al ristorante, in modo da aprire un varco e poter fuggire una volta effettuata una delle tante rapine della loro carriera. Ben presto però con la scoperta del piano da parte di Miguel, Roberto e Sabina decidono di lasciare per sempre la vita da ladri e dedicarsi solo ed esclusivamente alla loro attività. Con il passare del tempo, però, ritorna sui propri passi, decidendo di cambiare obbiettivo: puntare direttamente alla cassaforte di Don Marcos Bacigalupe. I due coniugi vengono aiutati da loro nipote Miguel, il quale accetta a cambio che i due una volta effettuato il colpo, smettano definitivamente con quella vita. Accettata la proposta, Roberto e Miguel effettuano il furto a casa di Don Marcos e in seguito fuggono con Sabina, in Svizzera.

### Donna Sabina Muñiz de Olmedo
(puntata 1263-1386)
Interpretata da Ana Goya. Donna Sabina è una delle signore del quartiere, moglie di Roberto, nonna di Miguel e proprietaria insieme a suo marito del ristorante "Nuovo Secolo XX". Arriva nel quartiere dopo che suo nipote ha acquistato per lei e suo marito il ristorante da Donna Felicia e fin da subito i due si rivelano molto stravaganti. Fin da subito si dimostra essere una donna di carattere, riuscendo a mettere perfino in fuga, un malvivente entrato nella bottega di Lolita. Insieme a suo marito Roberto, ben presto, pianifica la costruzione di un tunnel sotterraneo al ristorante, in modo da aprire un varco e poter fuggire una volta effettuata una delle tante rapine della loro carriera. Ben presto però con la scoperta del piano da parte di Miguel, Sabina e Roberto decidono di lasciare per sempre la vita da ladri e dedicarsi solo ed esclusivamente alla loro attività. Con il passare del tempo, però, ritornano sui propri passi, decidendo di cambiare obbiettivo: puntare direttamente alla cassaforte di Don Marcos Bacigalupe. I due coniugi vengono aiutati da loro nipote Miguel, il quale accetta a cambio che i due una volta effettuato il colpo, smettano definitivamente con quella vita. Accettata la proposta, Roberto e Miguel effettuano il furto a casa di Don Marcos e in seguito tutti e tre fuggono, in Svizzera.

### Miguel Olmedo
(puntata 1263-1386)
Interpretato da Pablo Carro. Miguel è il nipote degli Olmedo e si stabilisce nel quartiere dopo che hanno acquistato il ristorante "Nuovo Secolo XX" da Donna Felicia. È un ragazzo sveglio e scaltro anche se un po' presuntuoso. Miguel è un aspirante avvocato, in fase di scrittura della tesi di laurea. Ben presto si ritrova a far la conoscenza di Anabel, figlia di Don Marcos, con la quale inizia una relazione da li a poco. In seguito accetta la proposta di gestire i movimenti dell'azienda di Don Marcos in società con i Quesada, ma a seguito della rottura con Anabel (a causa dell'avvicinamento di quest'ultima proprio ad Aurelio Quesada), decide di uscire dalla gestione dell'azienda e di continuare con la propria vita. Dimenticata Anabel, Miguel si avvicina sempre più alla nuova cameriera del ristorante "Nuovo Secolo XX", Daniela. La ragazza che seppur movimentata da un altro scopo (scoprire i ladri del furto a Suiza - nonché proprio i coniugi Olmedo, essendo una spia inviata dalla polizia), finirà per innamorarsi di Miguel, e i due inizieranno una relazione. Prima di fuggire definitivamente da Acacias, Miguel aiuta i nonni con l'ultimo furto, a patto che i due promettano di smettere definitivamente con quella vita. Una volta accettata la proposta, Miguel e Roberto rubano a casa di Don Marcos, e successivamente fuggono da Acacias con Sabina.

## Famiglia Bacigalupe

### Don Marcos Bacigalupe
(puntata 1221-1402 †)
Interpretato da Marcial Álvarez. Marcos è uno dei signori del quartiere arrivato dal Messico con sua figlia Anabel. È giunto nel quartiere per cercare di riconquistare Felicia che in passato era una sua vecchia fiamma che non ha mai dimenticato. Dopo un lungo corteggiamento Marcos riuscirà nel suo intento e Felicia acconsentirà a sposarlo. La loro unione durerà poco, perché mentre Marcos si troverà in Messico per un viaggio d'affari, Felicia ne approfitterà per recarsi al suo paese natale, dove morirà improvvisamente. Viene ucciso da Natalia per difendere Genoveva.

### Donna Felicia Fonseca de Bacigalupe
(puntate 961-1301 †)
Interpretata da Susana Soleto. Donna Felicia è una delle signore del quartiere, proprietaria del ristorante del quartiere e madre di Emilio e Camino. È una donna molto riservata che però riesce a farsi voler bene da tutto il quartiere. Si stabilisce ad Acacias con i suoi figli, dopo che Emilio uccise l'uomo che violentò Camino. In seguito alla partenza di Íñigo, Leonor e Flora, acquisterà La Deliciosa trasformandola in un ristorante: "Nuovo Secolo XX". Ritroverà l'amore con un suo vecchio amico Marcos e alla fine lo sposerà dopo aver venduto il ristorante agli Olmedo. La loro unione durerà poco, perché mentre Marcos si troverà in Messico per un viaggio d'affari, Felicia ne approfitterà per recarsi al suo paese natale, dove morirà improvvisamente. Con l'investigazione del commissario Méndez si scopre che non morì per cause naturali, ma che venne avvelenata poco alla volta dalla propria domestica, Soledad, gelosa della sua relazione con Don Marcos.

## Famiglia Pasamar

### Don Emilio Pasamar
(puntate 961-1228,1399-1402)
Interpretato da José Pastor. 
Don Emilio è uno dei signori del quartiere il primogenito di Donna Felicia e fratello maggiore di Camino. Lui e la sua famiglia si trasferiranno ad Acacias dopo che Emilio si macchierà dell'omicidio dell'uomo che violentò sua sorella. Aiuta sua madre nel suo lavoro. All'arrivo di Cinta nel quartiere se ne innamorerà e inizierà con lei una relazione, anche contro il volere delle rispettive famiglie. Alla fine l'amore tra i due avrà la meglio e i due si sposeranno trasferendosi in Argentina e avendo una bambina. Ritorna tempo dopo ad Acacias, insieme a Cinta, per trascorrere alcuni giorni insieme alla famiglia Dominguez.

### Donna Cinta Domínguez de Pasamar
(puntate 966-1228,1399-1402)
Interpretata da Aroa Rodríguez. Donna Cinta è una delle signore del quartiere, unica figlia di José e Bellita, e sorella di Julio. È una ragazza un po' altezzosa e viziata che vuole seguire le orme di sua madre, diventando anche lei una ballerina e cantante. Nel quartiere giungeranno molti impresari disposti ad avviarle una carriera promettente, ma tutti si riveleranno essere dei truffatori, interessati solo ad approfittarsi di lei. Arrivata ad Acacias si innamorerà di Emilio e verrà ricambiata, ma i due Giovani dovranno far fronte a una serie di vicissitudini e imprevisti pur di stare insieme. Alla fine il loro amore avrà la meglio e i due si sposeranno trasferendosi in Argentina, dove Cinta continuerà la sua carriera da artista e avrà una bambina con Emilio. Ritorna tempo dopo ad Acacias, insieme ad Emilio, per trascorrere alcuni giorni insieme alla famiglia Dominguez.

### Donna Camino Pasamar
(puntate 961-1283)
Interpretata da Aria Bedmar. 
Donna Camino è una delle signore del quartiere, la secondogenita di donna Felicia e sorella minore di don Emilio. È una ragazza timida e riservata. Ciò è dovuto al trauma che ha subito di essere stata violentata, in passato, da un uomo (che Emilio poi ha ucciso per difenderla). Tale esperienza le fece perdere la voce, ma poi, grazie a Cesáreo, riacquisterà la parola. È lesbica e innamorata di Maite, una pittrice giunta nel quartiere. Questo le porterà non pochi problemi, specialmente con sua madre, che le combinerà un matrimonio di convenienza con il marchese Ildefonso. Maite dovrà scappare dalla città e Camino sarà costretta a vivere il suo matrimonio. Alla fine Ildefonso si suiciderà, perché sarà rivelato a tutti che è castrato e Camino e Maite potranno vivere il loro amore, finalmente insieme, lontano dal quartiere, trasferendosi a Parigi.

## Famiglia Domínguez - Quiroga

### Don José Miguel Domínguez
(puntata 961-1286, 1302-1483)
Interpretato da Manuel Bandera. José è uno dei signori del quartiere, capostipite della famiglia Domínguez, marito di Bellita e padre di Cinta. È un uomo molto paziente con sua moglie che ne combina una nuova ogni giorno. Va a vivere nel quartiere con la sua famiglia, dopo aver acquistato l'appartamento che prima era dei Palacios. Tempo dopo arriva nel quartiere un giovane ragazzo di nome Julio, che dice essere suo figlio, nato da una relazione passata dello stesso Don José, ed arrivato ad Acacias dopo la morte di sua madre. Inizialmente, dopo non avergli creduto, cerca di allontanare il ragazzo dal quartiere, promettendogli dei soldi. In seguito, pentito delle sue azioni, decide di riconoscere Julio e di rivelare la sua identità alla propria famiglia.

### Julio Expósito / Julio Dominguez
(puntate 1190-1238)
Interpretato da Adrián Reyes. Julio è il figlio illegittimo di José, e fratello di Cinta. È una persona amichevole e vivace. Arriverà nel quartiere per conoscere suo padre e all'inizio si fingerà un ammiratore di Bellita. In seguito sarà costretto a raccontare la verità. José e Cinta lo accoglieranno in famiglia, anche Bellita, nonostante l'iniziale ostilità, imparerà a volergli bene. La sua permanenza nel quartiere durerà poco, infatti partirà per Hollywood per tentare la carriera di attore al posto del padre.

### Donna María Bella "Bellita" Del Campo de Domínguez
(puntate 961-1286, 1317-1483)
Interpretata da María Gracia. Donna Bellita è una delle signore del quartiere, madre di Cinta e moglie di José. In passato è stata una grande cantante e ballerina e insieme a suo marito si sono esibiti nei teatri di tutto il mondo. È una donna buona ma che perde la pazienza molto facilmente. Quando sua figlia sta per avere un aborto lei e suo marito si precipitano in Argentina per starle accanto. La gravidanza di Cinta va poi a buon fine e la ragazza ha una bambina, ma José torna nel quartiere accompagnato solo dalla sua domestica Alodia e annunciando la morte della moglie. In verità Bellita non è deceduta: ha soltanto inscenato la sua morte per scampare alle avance di un fanatico che la minacciava di morte. Alla fine il suo stalker viene arrestato e Donna Bellita può tornare alla normalità.
Nel 1920 ospiterà a casa sua Ignacio e Alodia.

### Don Ignacio Quiroga Del Campo
(puntata 1341-1481)
Interpretato da Marco Cáceres.
È il nipote di Donna Bellita Del Campo. Arriva ad Acacias per trovare i suoi zii, e per continuare gli studi di medicina. Dopo poco però si rivela essere un ragazzo libertino, interessato più al divertimento, che allo studio. Ha un avvicinamento con Alodia, domestica dei suoi zii, che finisce per concedergli la propria virtù. Dopo aver appreso della gravidanza della ragazza, fugge inizialmente da casa degli zii, non volendosi assumere le proprie responsabilità, ma dopo essersi confrontato con Don Josè, decide di far fronte ai suoi doveri, chiedendo in sposa la stessa Alodia. Cinque anni dopo l'attentato del 1915 ad Acacias è diventato il medico della città.

### Donna Alodia Expòsito de Quiroga
(puntata 1201-1286, 1303-1481, 1483)
Interpretata da Abril Montilla. Donna Alodia è una delle signore del quartiere. È la cugina di Julio e l' ex domestica dei Domìnguez dopo che Arantxa è ritornata al suo paese. È una ragazza un po' ingenua e sempliciotta che parte con i suoi signori per l'Argentina quando Cinta minaccia di avere un aborto. Successivamente, però, solo lei e il suo signore faranno ritorno nel quartiere, poiché Bellita morirà proprio in Argentina (anche se in seguito si scopre sia solo una montatura). Dopo l'arrivo di Ignacio, nipote di Donna Bellita, giunto ad Acacias per studiare Medicina, Alodia se ne innamorerà, finendo per concedersi a quest'ultimo. Con la scoperta della gravidanza, decide di confessare tutto ai suoi signori, i quali l'aiutano affinché non parta per il suo paese di origine. Salvata dallo stesso Ignacio dopo aver assunto troppe capsule di tranquillanti, accetta la proposta di matrimonio di quest'ultimo, deciso finalmente a prendersi le sue responsabilità. Dopo cinque anni dall'attentato ad Acacias, si scopre che ha perso il bambino che aspettava e che è rimasta sterile, ma nel coltempo si ritrova a vivere come moglie chic del medico di città, a casa dei suoi ex signori, in attesa dei lavori di ristrutturazione nella sua nuova casa.

## Famiglia Sacristán

### Guillermo Sacristán
(puntate 1404-1483)
Interpretato da Julio Peña. È il nuovo proprietario del ristorante Nuovo Secolo XX ed è nipote di Donna Inma, e figlio di Don Pascual. Arriva ad Acacias cinque anni dopo l'attentato anarchico del 1915, insieme a sua nonna Donna Inma. Oltre ad aiutare nella gestione del ristorante, studia per diventare meccanico.

### Donna Inmaculada "Inma" Tordera, vedova Sacristán
(puntate 1404-1483)
Interpretata da Inma Sancho. 
Donna Inma è una delle signore del quartiere e la nuova proprietaria del ristorante Nuovo Secolo XX, nonna di Guillermo e madre di Don Pascual. Arriva ad Acacias cinque anni dopo l'attentato anarchico del 1915, insieme a suo nipote Guillermo. Inaugura la nuova gestione del ristorante, trasformandolo in una trattoria.

### Don Pascual Sacristán Tordera
(puntate 1424-1483)

## Famiglia Rubio

### Donna Hortensia Rubio, vedova Quiñonero
(puntate 1405-1483)
Donna Hortensia è una delle signore del quartiere e sorella di Rosina.
Dopo essere finita in rovina arriva ad Acacias e viene ospitata da sua sorella.
Tutte e due dopo vario tempo confesseranno di essere diventate povere e cercano in tutti i modi di nasconderlo ai vicini.
Si innamorerà del padre di Guillermo, Pascual.

### Donna Azucena Quiñonero Rubio
(puntate 1405-1483)
Donna Azucena è una delle signore del quartiere e figlia di Hortensia.
Arrivata ad Acacias si innamora di Guillermo e, dopo vario tempo, riuscirà a fidanzarsi con lui nonostante vari ostacoli.

## Famiglia Expósito

### Don David Expósito
(puntate 1403-1473)

## Famiglia Lluch

### Donna Valeria Cárdenas de Lluch
(puntate 1403-1473)
Interpretata da Roser Tapias. Donna Valeria è una delle signore del quartiere e moglie di Rodrigo. Arriva nel quartiere insieme a David, fingendo di essere sua moglie, e di essere una coppia perfetta. È in realtà sotto la protezione di Aurelio, in attesa di poter rincontrare il suo vero sposo: il chimico Rodrigo Lluch.

## La soffitta

### Casilda Escolano Lopez, vedova Enraje
(puntata 1-1483)
Interpretata da Marita Zafra. Casilda è una delle domestiche del quartiere e vedova di Martín. È una ragazza dolce, vivace e molto ingenua. Quando ci sarà un attentato anarchico nel quartiere, lei ucciderà involontariamente il suo signore Don Maximiliano. Per salvarla però, suo marito Martín si autoaccuserà dell'attentato al suo posto, per poi essere salvato all'ultimo. Dopo la morte di Martín, ucciso durante una rivolta nel quartiere, Casilda perderà la memoria e temporaneamente non ricorderà più niente del suo amato sposo. Presto Casilda riacquisterà la memoria e con l'affetto dei suoi compagni della soffitta e di suo cugino Jacinto supererà il dolore per la morte di Martín. Dieci anni dopo, per salvare i suoi signori da un possibile attentato, si farà passare per una signora: Donna Beremunda.

### Ascensión
(puntate 110-116 †)
Interpretata da María José Barroso. Ascensión è in principio la proprietaria del chiosco di fiori del quartiere, con i suoi due nipotini. Sarà la prima ad ammalarsi di febbre tifoidea una volta che l'epidemia si espanderà nel quartiere. Germán sarà disposto a curarla offrendo il suo studio, ma Cayetana sarà contraria a questo. La povera donna sarà così curata in un ospedale da campo posto a Calle Acacias, ma per lei sarà troppo tardi e morirà.

### Regina
(puntate 1-3 †)
Interpretata da Saamira Ganay. Regina è stata la domestica dei Palacios. Quando è arrivata Manuela / Carmen ad Acacias 38 lei è stata la prima a scoprire la sua vera identità. Sapendo che cosa è successo a Justo, Regina vorrà farla arrestare. Guadalupe allora pur di difendere sua figlia, durante una discussione alla stazione, nel tentativo di difendersi, spingerà Regina tra i binari e lei verrà investita da un treno.

### Herminia
(puntate 10-44 †) 
Interpretata da Jazmín Abuin. Herminia è una delle domestiche del quartiere e amante di Felipe. Inizia a lavorare come domestica per gli Álvarez-Hermoso, ma il suo signore si invaghisce di lei e tra di loro inizia una relazione clandestina. Celia lo scoprirà e per questo motivo, perderà il bambino che aspettava (Celia aveva sorpreso Felipe e Herminia insieme, e scappando via, Felipe rincorrendola per spiegarle ciò che aveva visto la fece cadere dalle scale, causandole un aborto). Herminia, dispiaciuta per quanto accaduto e disonorata, decide di togliersi la vita impiccandosi.

### Margarita Carrasco
(puntate 1-70, 124-130 †)
Interpretata da Sara Herranz. Rita è una ballerina e cantante e nipote di Fabiana. Inizia a lavorare nel quartiere inizialmente come domestica per Cayetana, per poi abbandonare la città per seguire il suo sogno. Nel periodo in cui ha prestato servizio nella casa della Sotelo Ruz, morì la piccola Carlota, e Rita aveva scoperto che sua madre l'aveva avvelenata per far tornare da lei Germán, che era scappato con Manuela / Carmen. Più tardi, quando ritornerà nel quartiere, si ammalerà di febbre tifoidea e in punto di morte racconterà a Germán la verità su Carlota.

### Martín Enraje
(puntate 221-723 †)
Interpretato da Javier Chou. Martín è uno dei domestici del quartiere e marito di Casilda. È un ragazzo buono che è sempre disponibile per tutti. Prima di arrivare ad Acacias è stato in guerra nelle Filippine, dove ha combattuto per diversi anni. Arrivato nel quartiere, si autoaccusa dell'omicidio di Don Maximiliano, per scagionare sua moglie. Viene salvato all'ultimo momento. Inizia a lavorare come portinaio ad Acacias 38 insieme a Servante che lo "sfrutta" per svolgere le sue mansioni al posto suo. Morirà in difesa di Diego (una guardia, volendo sparare a lui, colpirà invece Martín) durante una rivolta nel quartiere.

### Jacinto Escolano López
(puntata 617-667, 693-706, 742-785, 924-1483)
Interpretato da Jona García. Jacinto è il cugino di Casilda, marito di Marcelina e portiere di Acacias 38. È un uomo buono e onesto, che però si comporta in modo strano. In principio è stato un pastore che di tanto in tanto arrivava ad Acacias per far visita a Casilda. Dopo la morte di Martín resterà per un periodo di tempo nel quartiere per consolare sua cugina. Infine si stabilisce in città con sua moglie e diventa portinaio al posto di Servante, che è diventato proprietario di una pensione. Diverso tempo dopo la partenza di Marcelina, riceve la chiamata della stessa, che le comunica che dopo una promessa fatta a suo zio, entrerà in un convento. Cinque anni dopo l'attentato del 1915 ad Acacias diventa il nuovo guardiano del quartiere, lasciando il posto da portinaio.

### Marcelina de Escolano López
(puntata 703-705, 929-951, 961-1275)
Interpretata da Cristina Platas. Marcelina è la moglie di Jacinto e la proprietaria del chiosco di fiori del quartiere. È una donna un po' strana e ingenua che però in fondo ha sempre un pensiero per tutti. Lei e Jacinto si conoscono nel quartiere quando Casilda cerca di trovare una fidanzata a suo cugino a tutti costi, per non farlo sentire solo. I due si fidanzano e il loro rapporto si fa man mano più serio. Va a vivere ad Acacias una volta sposata e va a lavorare nel chiosco di Fabiana. In seguito si trasferisce temporaneamente a Barcellona per curare suo zio Fulgencio, gravemente malato. Molto tempo dopo, chiama Jacinto e lo avvisa che ha fatto una promessa a suo zio: qualora fosse guarito, lei sarebbe entrata in un convento, dopo aver preso i voti. Una volta guarito suo zio, mantiene fede alla promessa presa.

### Fabiana Aguado de Gallo
(puntata 1-1483)
Interpretata da Inma Pérez Quirós. Fabiana è una delle domestiche del quartiere e madre biologica di Cayetana / Anita. È una donna coraggiosa e intraprendente. Quando era giovane, lavorava come cameriera nella residenza dei Sotelo-Ruz, e qui rimase incinta del gioielliere Don Jaime Alday. Fece crescere sua figlia Anita a stretto contatto con la vera Cayetana (Teresa) e quando nella villa scoppiò un incendio che uccise tutta la famiglia, Fabiana credendo che Cayetana fosse morta, decise di far passare sua figlia come quest'ultima. In questo modo le ha assicurato una vita agiata e tranquilla rimanendo sempre nell'ombra, fino a quando Mauro e Teresa scopriranno tutta la verità e lei allora sarà costretta ad ammetterlo. Si schiererà sempre dalla parte di sua figlia, qualsiasi nefandezza combini. Dopo la morte di Cayetana (Anita) sarà distrutta dal dolore, ma grazie ai suoi amici della soffitta riuscirà presto a riprendersi. Dopo la morte di Guadalupe, prenderà in gestione il chiosco di fiori del quartiere, per poi ritornare a lavorare come domestica per Don Ramón e Donna Trini fino alla pensione di Donna Susana, quando acquisterà il suo locale insieme a Servante e con lui aprirà una pensione, chiamata "Buena Noche". Diverso tempo dopo riceve la proposta di matrimonio di Servante, dopo essersi reciprocamente rivelati i propri sentimenti.

### Servante Gallo
(puntata 1-1483)
Interpretato da David V. Muro. Servante è stato in principio il portinaio del palazzo Acacias 38 e successivamente diventerà proprietario della pensione "Buena Noche". È un uomo avaro, pigro e anche un po' meschino, però di buon cuore. È originario di Naveros Del Rio, lo stesso paese di Paquito, con il quale ha dovuto "lottare" in passato per riuscire a conquistare Paciencia. Cerca sempre modi per arricchirsi in fretta, ma finisce sempre col combinare dei guai. Quando nel quartiere arriverà Martín, tra i due si instaurerà un rapporto di profonda amicizia, e lui ne approfitterà facendo svolgere a lui tutto il lavoro pesante. Quando Martín morirà, Servante ne sarà molto addolorato. Dopo la morte di sua moglie Paciencia (avvenuta mentre lei si trovava a Cuba per assistere sua sorella malata) abbandonerà il mestiere di portinaio e insieme a Fabiana aprirà una pensione, chiamata "Buena Noche", dove un tempo c'era la sartoria. Diverso tempo dopo, propone a Fabiana di sposarlo, rivelandogli i propri sentimenti.

### Paciencia Infante de Gallo
(puntate 1-420 †)
Interpretata da Aurora Sánchez. Paciencia è una delle domestiche del quartiere e la moglie di Servante. È una donna di buon cuore, però un po' smemorata. Con suo marito ne combina ogni giorno di tutti i colori. Quando sua sorella, che vive a Cuba, le scrive dicendole che è molto malata; lei parte per andare a prendersi cura di lei. Resterà lì per qualche anno, inoltre tradirà suo marito con un altro uomo, per poi morire a causa di un bizzarro incidente (morirà colpita da un fulmine durante una tempesta). Dopo la sua morte, Servante abbandonerà il mestiere di portinaio per diventare proprietario di una pensione insieme a Fabiana.

### Cesáreo Villar
(puntata 785-960, 965, 980-992, 1015-1403)
Interpretato da Cesar Vea. Cesáreo è il guardiano notturno del quartiere, arrivato ad Acacias dopo la partenza di Paquito. È un uomo burbero ma che sotto sotto cela un animo buono. Anche se sono molto amici, litiga di continuo con Servante. Intrattiene per un periodo una relazione con Arantxa e i due lasciano addirittura il quartiere per trasferirsi al paese di lei.

### Paco Díaz
(puntate 732-785)
Interpretato da José María Sacristán. Paquito è stato il guardiano notturno del quartiere, assunto dopo la morte di Martín. È un uomo intelligente, educato e gentile. È originario di Naveros Del Río, lo stesso paese di Servante, con il quale litiga sempre. In passato si era innamorato di Paciencia, ma Servante l'aveva conquistata e lui aveva sofferto molto. Flora si innamorerà di lui, e lo bacerà, ma Paquito, pur provando affetto per lei, non ricambia i suoi sentimenti, anche a causa della loro differenza d'età. Lascia Acacias per ritornare a Naveros quando suo fratello si ammala, in modo tale da accudire i suoi nipoti. Dopo la sua partenza viene assunto Cesáreo come nuovo guardiano notturno.

### Huertas López
(puntate 358-470, 699-732)
Interpretata da Sandra Blázquez. Huertas è stata una delle domestiche del quartiere e una rivoluzionaria. È una donna quanto intelligente quanto testarda e autoritaria. Ha lavorato prima come domestica per i Palacios, per poi essere cacciata perché era l'amante di Felipe. Dopo essere stata licenziata, ha deciso di dedicarsi alla sua carriera politica e alle sue idee rivoluzionarie, considerate anarchiche. Dopo qualche tempo farà ritorno nel quartiere da imprenditrice e diventerà l'amante di Diego, il quale in realtà la userà soltanto per farsi lasciare da Blanca. Alla fine lascerà il quartiere per ritornare nelle miniere di Donna Rosina e Don Ramón per tutelare i diritti dei minatori.

### Agustina Saavedra
(puntate 686-1217)
Interpretata da Pilar Barrera. Agustina è una delle domestiche del quartiere. È una donna discreta e riservata che però ha sempre un pensiero per tutti. Arriverà ad Acacias per servire il colonnello, dopo la partenza di Simón. Sarà di grande aiuto a Don Arturo, soprattutto quando lui resterà cieco e tra lei e il suo signore si instaura un rapporto di reciproca rispetto e ammirazione. Quando il colonnello muore, lei ne sarà molto addolorata. In seguito inizia a lavorare nella sartoria di Susana e successivamente alle dipendenze di Felipe. Lascerà il quartiere per risolvere alcune sue questioni familiari.

### Arantxa Torrealday Yurrebaso de Villar
(puntate 961-1180, 1225-1228)
Interpretata da Gurutze Beitia. Arantxa è una delle domestiche del quartiere. È una donna buona e paziente, che però non sopporta che si parli male dei suoi signori, per i quali lavora da anni. Infatti arriva ad Acacias insieme a loro. Cinta, la figlia dei suoi signori, la stima profondamente e le confida tutte le sue preoccupazioni. Lascia il quartiere con Cesáreo ma quando lui fa ritorno nel quartiere lei decide di rimanere al suo paese. Ritorna ad Acacias per le nozze di Cinta, e ricevuta la proposta di matrimononio da Cesáreo, parte insieme a quest'ultimo, per iniziare una nuova vita insieme.

### Soledad López
(puntata 1251-1404)
Interpretata da Silvia Marty. Soledad, arriva ad Acacias cercando lavoro come domestica. Dopo un colloquio con la famiglia Bacigalupe, inizierà a prendere servizio proprio da loro, assunta da Don Marcos. Fin da subito dimostrerà essere molto pedante e ligia alle regole. Dopo poco tempo ha un avvicinamento proprio con Don Marcos, che fin dal primo istante, cede al suo fascino. A seguito, però, della scoperta da parte del commissario Mendez, della sua implicazione nella morte di Donna Felicia, tenta di far uccidere l'uomo con l'aiuto di Fausto Salazar, capo del gruppo di anarchici della città, cercando di omettere la verità al suo signore. Una volta che Don Marcos scopre l'inganno, chiede aiuto ad Aurelio Quesada, il quale le propone rifugio e salvezza a patto che lei piazzi una bomba nella piazza di Acacias, come accordo proprio tra lo stesso Aurelio, Fausto Salazar e Donna Genoveva (in cerca nuovamente di vendetta nei confronti dei vicini). Soledad, una volta accettato l'incarico, posiziona la dinamite e fugge definitivamente dal quartiere.

### Laura Alonso
(puntate 1202-1276, 1297-1301)
Interpretata da Agnes Llobet. Laura è stata la domestica di Genoveva. Giunge nel quartiere in cerca di lavoro e viene assunta da lei. Si dimostra senza scrupoli quando su ordine della sua signora finge di essere stata violentata da Felipe per poi pentirsene e allearsi con quest'ultimo. Grazie al suo aiuto Felipe riesce a dimostrare che fu Genoveva ad uccidere Marcia e a farla incarcerare. Dopo l'arresto di Genoveva partirà per la Germania insieme a sua sorella. 

### Marcia Sampaio
(puntate 1029-1210)
Interpretata da Trisha Fernández. Marcia è la protagonista della sesta stagione insieme a Felipe e una delle domestiche del quartiere che inizia a lavorare proprio al suo servizio. Dolce e innocente, in passato è stata una schiava. Inizialmente Úrsula la ricatta per sorvegliare Felipe e tenerla al corrente di tutto ciò che fa, ma alla fine Marcia e Felipe si innamoreranno e inizieranno una relazione. Quando staranno per sposarsi arriverà nel quartiere Israel, il marito di Marcia che credeva morto e la ricatterà. Alla fine si scoprirà che in realtà il marito di Marcia è morto davvero e che Israel era il suo fratello gemello. Però i due non potranno vivere sereni il loro amore, perché Genoveva ingannerà Felipe e lo costringerà a sposarla e quando si accorgerà che in realtà lui continua ad amarla, la ucciderà. Dopo la sua morte Felipe fingerà un'amnesia per scoprire la verità e alleandosi con Laura, Israel e il commissario Méndez riuscirà a far confessare a Genoveva di aver ucciso lei Marcia.

### Maruxa "Maruxiña" Corrales
(puntate 1403-1483)
Interpretata da Isabel Garrido. Maruxa, detta anche Maruxiña, è la nuova domestica dei Domìnguez, subentrata ad Alodia, ormai diventata una signora, dopo aver sposato Ignacio. Proprio con quest'ultima non riesce ad andare d'accordo, a causa delle tante pretese della donna.

### Marcelo Gaztañaga
(puntate 1404-1483)
Interpretato da Patxi Santamaría. Marcelo è il maggiordomo del piano nobile, appartamento di Don Aurelio e Donna Genoveva. Arriva ad Acacias insieme ai suoi signori, dopo aver servito una vita intera in Messico, nella casa di Don Salustiano Quesada (padre di Aurelio). Sarà lui ad uccidere Aurelio per difendere Genoveva e la figlia di lei, Gabriela.

### Luzdivina Suárez Rebollo
(puntate 1409-1483)
Interpretata da Noelia Marló. Luzdivina è la nuova cuoca del piano nobile, appartamento di Donna Genoveva e Don Aurelio, e viene assunta da Marcelo, maggiordomo dei Quesada.